# United Artists
Ne doit pas être confondu avec United Artists Theatres ou United Artists Lot.
Pour le label discographique, voir United Artists Records.
Pour les articles homonymes, voir UA.
 (mai 2020).
United Artists (UA), connue aussi sous le nom de sa filiale française Les Artistes associés, est une société de distribution puis de production de cinéma américaine fondée le 5 février 1919 par quatre pionniers de Hollywood : Charlie Chaplin, Douglas Fairbanks, Mary Pickford et D. W. Griffith. Créée comme une coopérative destinée à distribuer les œuvres de ses fondateurs, elle se diversifie dans les années 1920 et années 1930 en attirant d'autres producteurs indépendants.
Dans les années 1940, des dissensions entre ses fondateurs amènent UA à la quasi-faillite. À partir des années 1950, elle entame une renaissance en commençant à financer la production indépendante. Sa progression se poursuit au cours des années 1960, et, dans les années 1970 à 1980, elle prend place dans la liste des 8 majors, les principaux studios hollywoodiens qui, règnent sur le cinéma américain. Dans les années 1990, victime d'une crise de management, elle amorce une période de déclin et redevient un simple distributeur. Elle ne renoue avec la production qu'à la fin des années 2000.
Mais, le 3 novembre 2010, elle est placée sous le chapitre 11 de la loi sur les faillites des États-Unis.

## Les années 1920: la naissance

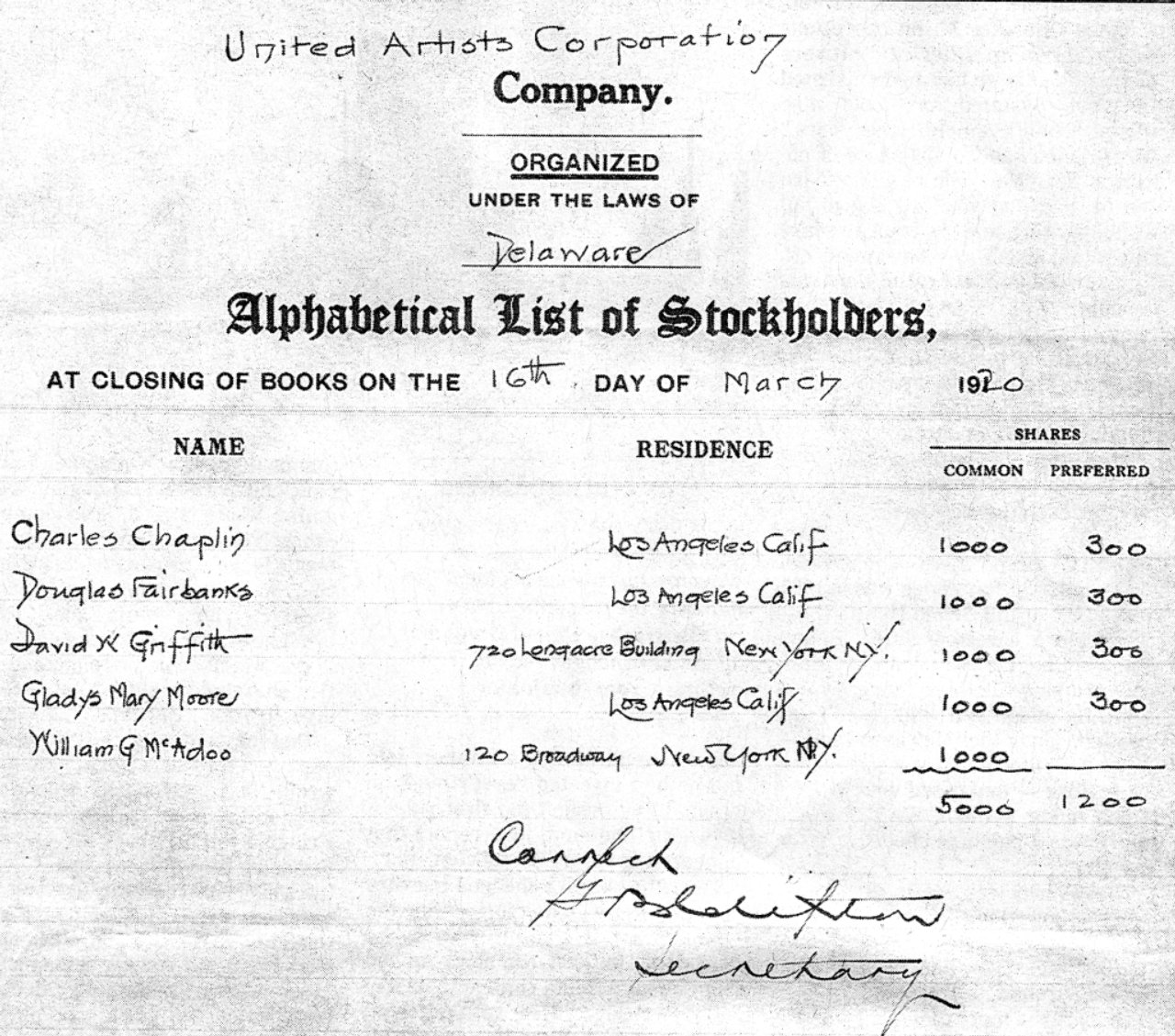
Actionnaires de UA après le 1er exercice (16 mars 1920)

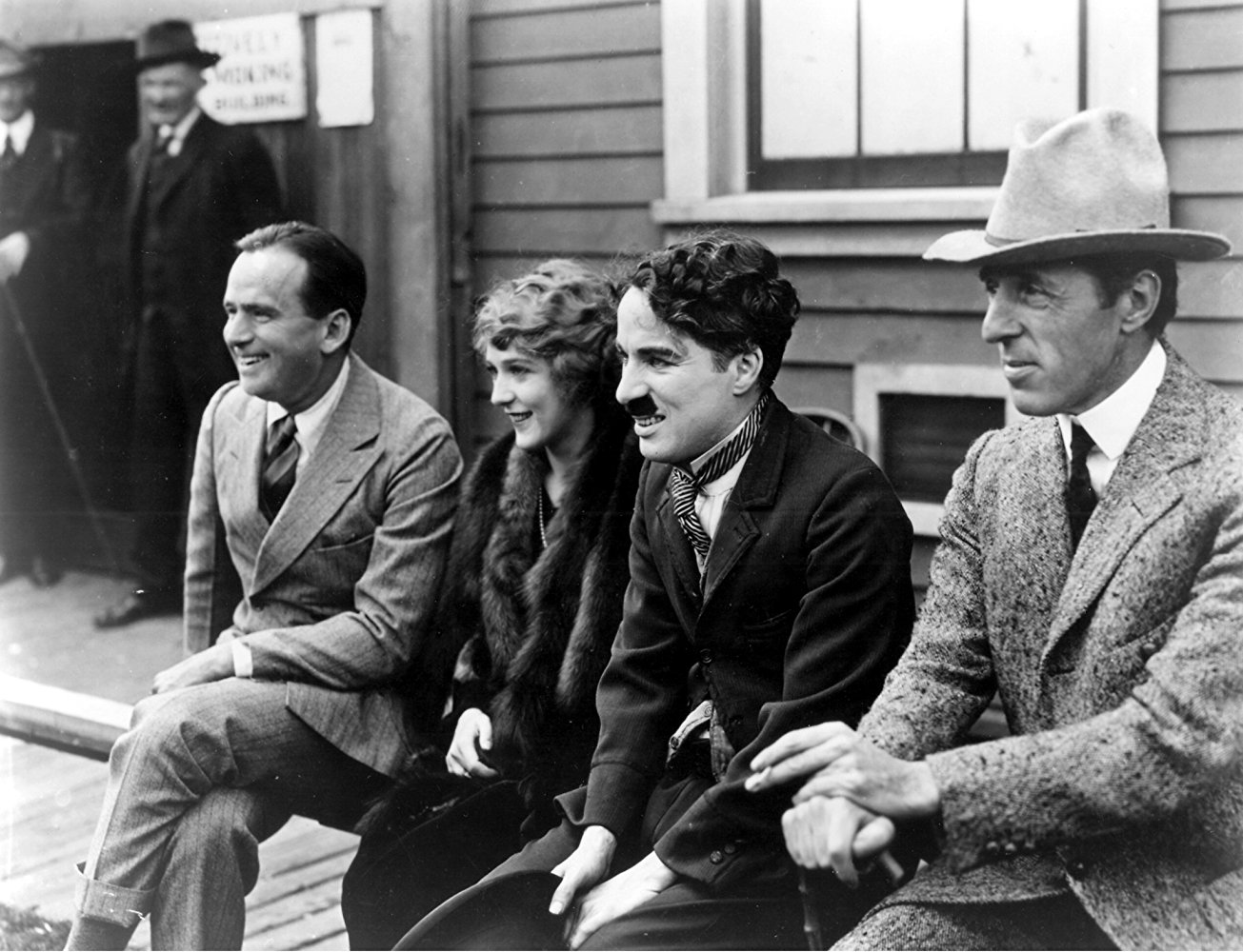
Douglas Fairbanks, Mary Pickford, Charlie Chaplin et D. W. Griffith en 1919

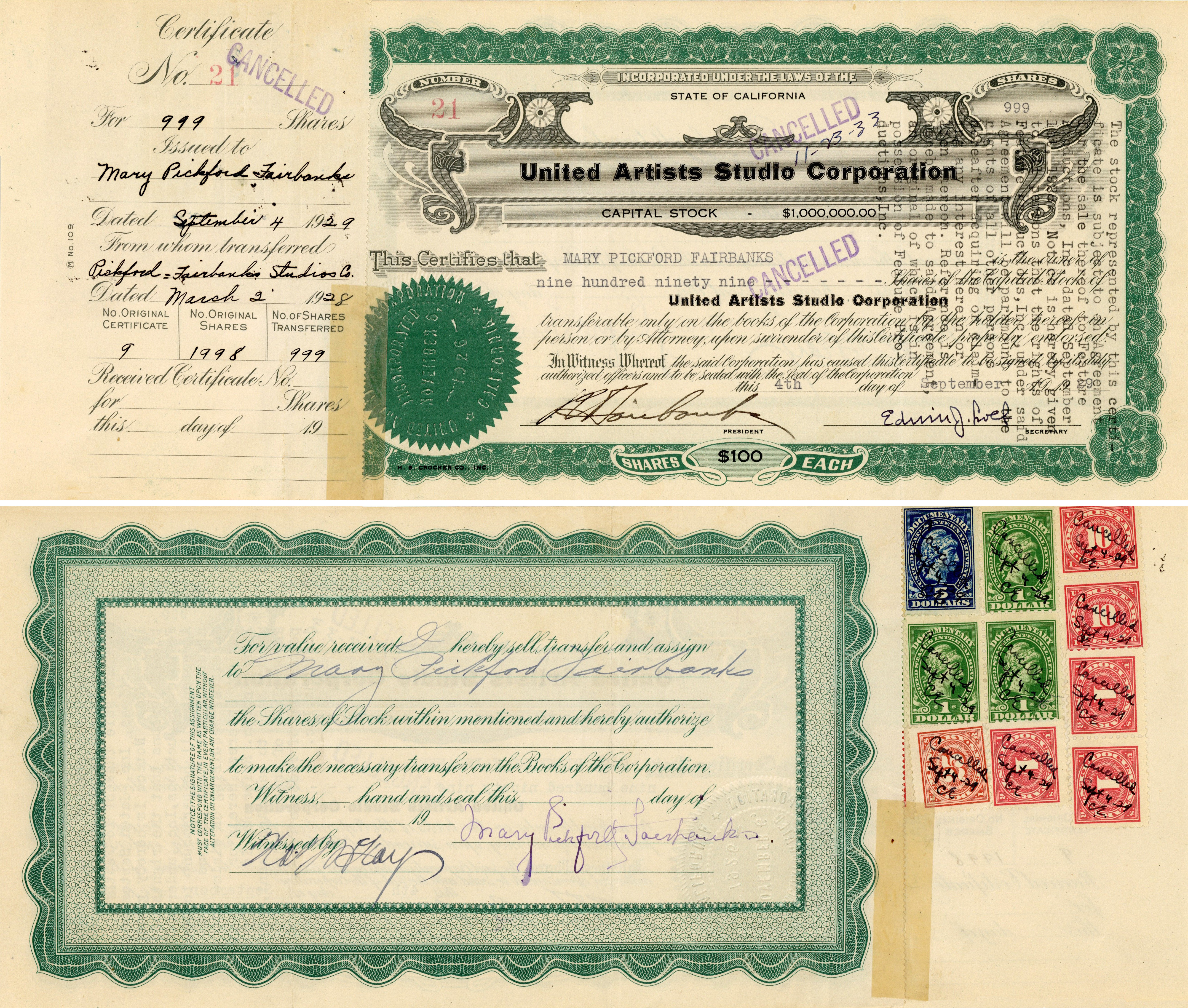
Action de la United Artists Studio Corporation de 999 parts de 100 $ chacune, émise le 4 septembre 1929 au nom de Mary Pickford Faribanks et signée par elle au verso de l'original (photo du bas)

Premier logo de UA (1919-1967)

### La genèse
Leur objectif est de contrebalancer le pouvoir des grands studios hollywoodiens qui, selon eux, engrangent d'énormes bénéfices à leurs dépens. Suivant les conseils de l'homme d'affaires William Gibbs McAdoo, ils décident de créer leur propre société de distribution. Le premier directeur de la société est Hiram Abrams.

### La mise en place
D'emblée animée par la volonté de promouvoir les créateurs, United Artist se munit d'une infrastructure allégée, ne fournissant, dans un premier temps, ni plateaux, ni locaux de travail. Elle ne participe au départ qu'à la distribution des films. Elle accorde du reste un droit de gérance étendu aux réalisateurs (gestion des aspects artistiques et commerciaux). Si UA a toujours soutenu la production indépendante, la stratégie marketing de Krim et Benjamin se différencie de celle de l'équipe Chaplin-Pickford. Ainsi, au lieu de la financer, UA facture aux producteurs des frais de distribution avantageux. Alors qu'ils étaient de 30 %, ils plafonnent désormais à 25 %. Sorte d'impôt régressif, ils peuvent descendre jusqu'à 10 %.

## Les années 1930: le développement

### De nouveaux producteurs

#### Walt Disney
La première trace de coopération avec Walt Disney avec United Artists remonte avant mai 1931, année où il signe un contrat qui prévoit pour la saison 1932, la réalisation de dix-huit "Mickey", ainsi que de dix-huit "Silly Simphonies" (en 1932, le nombre baisse à treize "Silly Simphonies").

### David O. Selznick

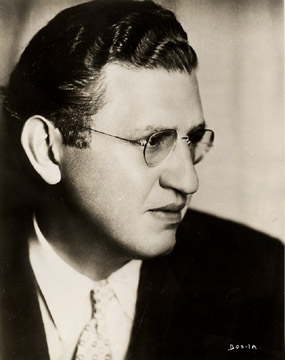
David O. Selznick

## Les années 1940: les Artistes dissociés

### La crise de l'après-guerre
Excédé par le comportement dictatorial de Selznick, Chaplin lui intente un procès l'accusant de non-respect de son contrat (droits de distribution accordés à RKO Pictures, notamment). Après un contre-procès, les parties trouvent un arrangement en 1946, selon lequel UA rachète pour 2 millions de dollars à Selznick les droits de ses films. Le problème est que Chaplin et Pickford, tous deux opposés dans cette bataille judiciaire, sont depuis irréconciliables. Ainsi, dès 1948, Pickford veut vendre ses parts mais Chaplin refuse une offre conjointe de 12,5 millions de dollars de la part de Si Fabian, président de Fabian Theatres, et de Serge Semenenko, de la First National Bank of Boston. La récession économique d'après-guerre, la désaffection du public vis-à-vis des produits typiques des studios, le développement des suburbs et le peu de bénéfices récoltés à l'étranger font qu'en 1948, les banques suspendent le financement des producteurs indépendants. Avec comme résultat pour UA que ces derniers refusent de livrer leurs films ou signent des contrats avec les majors. Face à cette pénurie d'offre, une dette de 200 000 dollars et des pertes de 65 000 par semaine, Chaplin et Pickford nomment en juillet 1950 une équipe de management dirigée par l'homme politique et diplomate Paul V. McNutt (en), lequel reçoit un droit de préemption de deux ans sur la compagnie, pour 5,4 millions,[source insuffisante].

## Les années 1950: la prise de contrôle par Arthur Krim et Robert Benjamin
Lorsqu'en février 1951, Arthur B. Krim et Robert Benjamin (en) prennent le contrôle de UA, la compagnie est au bord de la banqueroute et perd désormais 100 000 dollars par semaine. Après avoir convaincu Chaplin et Pickford que l'option McNutt n'est pas viable, Krim et Benjamin obtiennent un financement de 500 000 dollars de la part de Spyros Skouras, président de 20th Century Fox (en échange de tirer les copies des films UA en DeLuxe Color, une filiale de la Fox) et 3 millions de ligne de crédit de Heller Financial. Ils prennent en fait le contrôle de UA sans verser un seul dollar (bien que Pickford estime la valeur de la compagnie à 5,4 millions) pour trois ans. Le contrat stipule que si UA dégage des bénéfices durant ces trois ans, leurs postes sont reconduits pour dix ans et ils se partagent chacun 50 % des parts. Krim, qui fut président de Eagle-Lion Films de 1946 à 1949, débauche ses anciens collaborateurs, qui reprennent les mêmes fonctions à UA : William J. Heineman est nommé vice-président responsable de la distribution aux États-Unis et Max E. Youngstein (en), vice-président responsable de la publicité et de l'exploitation. Par ailleurs, l'équipe de management s'étoffe de l'avocat Seymour Peyser, conseiller juridique, d'Arnold V. Picker, qui reprend son ancienne fonction à la Columbia de vice-président responsable de la distribution à l'étranger et du producteur français Charles Smadja, responsable des ventes européennes. Quant à Krim et Benjamin, ils servent respectivement comme président et président du conseil d'administration, bien que Fortune précise que leurs rôles sont interchangeables. Dans les faits, Krim s'occupe plus particulièrement des négociations avec les producteurs tandis que Benjamin a le rôle de directeur financier et sert d'intermédiaire entre UA, les banques et Wall Street.

### Le pari de la production indépendante
En 1948, une cour suprême, dans un procès fédéral « antitrust » contre les majors de cinéma, proscrit le block booking et supprime l'intégralité des chaînes de cinéma des Big Five. Cette décision ne touche pas UA, étant donné qu'elle ne possède pas de réseau de salles (les United Artists Theatres ne sont pas sa propriété), mais signifie la fin du studio system. Cependant, ces derniers commencent à offrir à leurs stars des participations aux bénéfices atteignant 33 % (notamment de la part de Warner Bros. et Paramount Pictures pour John Garfield, Danny Kaye, Milton Berle, Bob Hope et Bing Crosby) et jusqu'à 50 % (de la part de Universal Pictures pour James Stewart dans Winchester '73) et créent des unités de production semi-autonomes. Pour Krim, « Bien que nos films ne devraient pas être meilleurs que ceux d'Eagle-Lion au début, nous savions qu'une star ne dirait pas 'Je ne veux pas travailler avec United Artists' ou qu'une chaîne de cinéma ne dirait pas 'Vous n'avez rien à faire ici' ». Mais la réputation seule du nom United Artists ne suffit pas. Selon Tino Balio, « si UA espérait pouvoir accéder aux meilleures salles, il fallait qu'elle possède des produits qui puissent rivaliser avec n'importe lesquels de ceux que les majors produisaient ». 

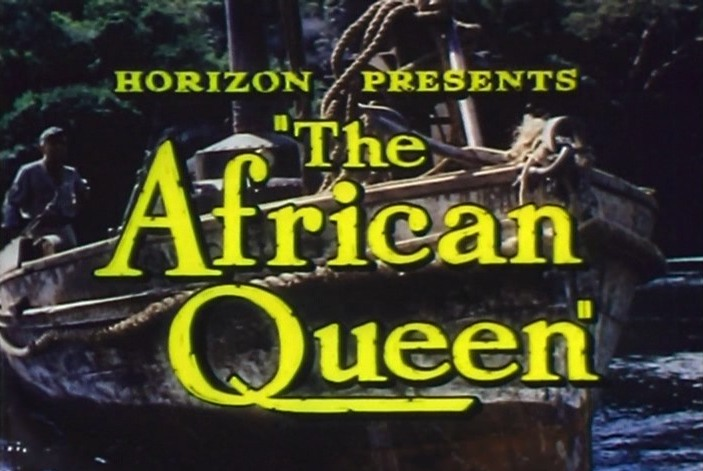
Générique de L'Odyssée de l'African Queen, l'un des 100 plus grands films américains selon l'American Film Institute

La stratégie d'entreprise que Krim et Benjamin mettent alors en place reprend les études de Michael Porter : alors qu'Hollywood fait face à la concurrence de la télévision, UA pousse son avantage concurrentiel en essayant de se différencier des majors et leur retirer des parts de marché. En attendant, UA acquiert gratuitement en échange de la vente de droits télévisés 200 films du catalogue Eagle-Lion, dont ceux de PRC Pictures, et en place 20 en distribution en 1951. Ces films de série B récoltent 200 000 dollars par semaine et permettent à la société de dégager 313 000 dollars de profit, permettant à Krim et Benjamin d'acquérir 50 % des parts de UA pour 8 000 dollars chacun. Par ailleurs, deux films produits par l'ancienne équipe, L'Odyssée de l'African Queen et Le train sifflera trois fois réussissent au box-office et sont depuis classés par l'American Film Institute parmi les 100 plus grands films américains. Enfin, la sortie de Bwana Devil en 1952, le premier film en relief, ouvre à UA la porte des grandes salles.

### UA attire des stars

#### Burt Lancaster
Après le succès de Tant qu'il y aura des hommes pour la Columbia, qui récolte cinq Oscars en 1953, Hecht-Lancaster signe un contrat de cinq films pour UA. Bronco Apache, Vera Cruz (1954), L'Homme du Kentucky, Marty (1955) et Trapèze (1956) rapportent 42 millions de dollars sur une mise de 7,3. Contrairement à Lancaster, UA aime le script de Marty, adaptation au cinéma d'une série télévisée, et le programme dans des salles d'art et essai le temps que le bouche à oreille se fasse. La stratégie paye : Marty, produit à 330 000 dollars, en rapporte 4 millions, plus quatre Oscars et la Palme d'or du Festival de Cannes. En 1956, le contrat est renouvelé pour cinq films : La Nuit des maris, Le Grand Chantage (1957), L'Odyssée du sous-marin Nerka, Tables séparées (1958) et Au fil de l'épée (1959). En 1959, UA distribue également quatre autres films à petit budget dans la veine de Marty, qui échouent au box-office : The Rabbit Trap, La Fin d'un voyou, Take a Giant Step et Summer of the Seventeenth Doll. Afin de compenser ses pertes, Hecht-Hill-Lancaster accepte de produire pour UA deux blockbusters mettant en scène Lancaster : Le Vent de la plaine et Elmer Gantry le charlatan (1960). Tandis que Hecht-Hill-Lancaster est dissoute en février 1960, Harold Hecht produit, seul, quatre films pour UA : Le Temps du châtiment, Le Prisonnier d'Alcatraz, Tarass Bulba et Les Trois soldats de l'aventure. Quant à James Hill, il produit, seul, pour UA Les Joyeux Voleurs. En 1964, UA rachète pour 920 000 dollars les parts de Lancaster dans les premiers films.

### La compagnie en place

#### Le contrat avec les producteurs
Les projets soumis à UA prennent la forme d'un package comprenant un scénario, une équipe technique, un réalisateur et/ou une vedette. Si UA est d'accord sur le package, la préproduction démarre et la compagnie établit un accord de financement et de distribution. Le projet progresse par étapes. La première, appelée « recherche et développement », comprend l'écriture ou la réécriture du scénario, la préparation du budget et du processus de production, le consentement du réalisateur et du casting. UA a un droit de regard sur tous ces choix. Il arrive, comme pour Gary Cooper pour Vera Cruz en 1954, que certaines stars, en plus de leur commission, réclament un pourcentage du résultat brut d'exploitation au lieu d'un intéressement aux bénéfices. Cette pratique, rare durant les années 1950, devient courante dans les années 1970. UA et le producteur prennent chacun en charge 50 % de ce coût. Étant donné que les contrats avec UA ne comprennent pas de clause d’exclusivité, le producteur peut, si aucun accord n'est trouvé sur le développement, user de son droit de turnaround (en), c'est-à-dire transférer son projet à un autre studio. Dans ce cas, UA lui facture les frais de développement. Si le projet ne trouve pas preneur ailleurs, ces derniers sont, soit passés par pertes et profits, soit facturés sur le prochain film du producteur.
Dès qu'UA donne le feu vert à un projet, la seconde étape -celle de préproduction- commence et la compagnie arrange le financement complet du film, généralement par emprunt. Bien que le producteur a la liberté artistique complète sur son œuvre, UA nomme un producteur exécutif qui lui envoie des informations financières quotidiennes, notamment sur le flux de trésorerie. Afin de se prémunir contre les dépassements de budgets, UA provisionne 10 % du budget et demande en plus aux producteurs novices d'obtenir un cautionnement permettant que le film soit terminé coûte que coûte. En échange du financement du film, UA reçoit la gestion des droits audiovisuels, soit les droits de distribution pour tous pays, toute langue et tout support, notamment la bande originale du film. En cas de remake ou d'adaptation télévisée, UA partage ses droits avec le producteur. Lorsque Krim et Benjamin prennent le contrôle de UA, les droits de distribution sont de seulement cinq ans. Les contrats signés depuis permettent d'étendre leur durée à dix ans, voire à perpétuité, si le producteur est intéressé. Le prix est alors basé sur la valeur résiduelle du film.
Lors de l'étape de la postproduction, UA s'assure que le film reçoit un visa de censure.
Après la distribution en salles, le producteur reçoit une commission fixée en proportion du risque qu'il a pris. UA déduit sa propre commission de distributeur ; le solde est utilisé pour payer les frais des copies et de la publicité, le remboursement des emprunts puis les salaires. Enfin, dans le cas de portefeuilles de plusieurs films, les bénéfices sont collatéralisés afin qu'UA soit sûre de percevoir un revenu moyen, même si un film du groupe ne dégage pas de profit.
En fait, UA n'a jamais dépensé de l'argent dans « l'art pour l'art » (sauf en 1981 avec La Porte du Paradis, ce qui entraînera sa faillite) et les deux questions essentielles discutées avec ses producteurs indépendants sont : est-ce qu'un film peut recouvrer son investissement et comment se partager les risques ? Dès lors, des films non conventionnels comme La Lune était bleue, La Nuit du chasseur, L'Homme au bras d'or, Les Sentiers de la gloire ou Douze Hommes en colère (classé par l'American Film Institute parmi les 100 plus grands films américains), destinés à attirer un public plus pointu, sont considérés par Tino Balio comme des « risques calculés ».

#### Le marché de la série B
En 1957, après son entrée en bourse, UA décide de développer sa croissance organique par un effet de réseau. À la différence des majors (dont les films distribués passent d'une moyenne de 448 entre 1948 et 1952 à 366 sur 1953-57, puis 240 sur 1958-64), UA augmente fortement le nombre de films distribués, avec pour but de réduire ses frais fixes. Elle se tourne vers la série B, seule capable de générer du volume. La demande pour cette dernière, quoique limitée, perdure tout au long des années 1950, dans les petites villes, comme les aires métropolitaines ou les drive-in, où elle comble le trou entre deux sorties de série A. Les principaux fournisseurs de séries B de UA sont Edward Small, Bel-Air Pictures et Security Pictures. Edward Small, qui signe un contrat avec UA en 1952 est, de loin, le plus important : il lui fournit 75 films d'exploitation en dix ans tout en lui proposant de temps à autre des séries A comme Témoin à charge ou Salomon et la Reine de Saba. Les budgets des films de Small, tournés en 7-9 jours, sont compris entre 100 000 et 300 000 dollars. Rapportant entre 300 000 et 500 000 dollars, ils ne contribuent que peu à la commission de distributeur de UA ou à sa réputation. En revanche, par le volume qu'ils génèrent (UA distribue en moyenne 25 films d'exploitation par an), la compagnie réduit ses frais fixes et obtient des rendements d'échelle Ces films consistent en des westerns, des films noirs (la série des Confidential) ou des films de science-fiction (spacers) et d'horreur (chillers) qu'UA distribue en double programme, suivant la pratique de l'époque.

### La diversification
En 1957, peu après son entrée en bourse, UA se diversifie en interne avec pour but de dégager des synergies, voire de devenir une compagnie intégrée. À cet effet, elle crée trois filiales : la compagnie de distribution et de production United Artists Television, le label United Artists Records et la maison d'édition United Artists Music. UA ne sera guère heureuse dans ces différents secteurs et restera tout au long de son histoire essentiellement un distributeur de films.

#### Production télévisée
UA s'engage dans la production audiovisuelle plus tard que les autres studios, qui fournissent déjà à l'époque la plupart des programmes de première partie de soirée. Appliquant son financement de la production indépendante à la télévision, UA lance cinq séries d'une demi-heure pour la saison 1959-60. Troubleshooters est programmé sur NBC et The Dennis O'Keefe Show sur CBS. La recherche de synergies pousse à lancer Tales of the Vikings, série dérivée des Vikings et Miami Undercover (en), d'Aubrey Schenck, un producteur UA. Ces deux séries ne sont diffusées qu'en syndication et la cinquième, Hudson's Bay, n'est jamais diffusée. En 1960, United Artists Television (UA-TV) acquiert pour environ 7 millions de dollars Ziv Television Programs, qui accuse une dette de 10 millions. Selon Krim, « Nous avons acquis cette compagnie au moment où la syndication commençait à décliner et le contrôle du marché par les réseaux augmentait ». Ce marché, caractérisé par pléthore d'offre (les producteurs) et peu de demande (les trois réseaux), ne connaît pas d'équilibre économique. Aussi, Ziv-United Artists n'arrive à placer aucun des douze pilotes qu'elle produit et subit la concurrence du studio MCA/Universal et de producteurs de télévision comme Bing Crosby, Desilu, Four-Star, Filmways ou Quinn Martin. En 1962, UA renonce à son rôle de producteur, renomme à nouveau sa filiale en United Artists Television et revient au financement de la production indépendante. Durant la saison 1962-63, UA-TV vend Stoney Burke à ABC et durant la saison 1963-64 parvient à placer six séries en première partie de soirée, dont East Side/West Side, Au-delà du réel et Le Fugitif. L'année suivante, c'est au tour de L'Île aux naufragés. À ce moment, le contrôle des réseaux est complet et la concurrence entre producteurs plus féroce que jamais. Étant donné qu'UA-TV n'a pu se hisser qu'à la 8e place parmi ces derniers et n'a engrangé que 37 millions de dollars sur la période 1960-64, elle décide de se rabattre sur la location de films aux chaînes de télévision.

#### Location de films aux chaînes en syndication et aux réseaux
Dès 1955, RKO et Warner Bros. vendent leurs catalogues pré-1950 à, respectivement, General Teleradio et Associated Artists Productions. Malgré la crainte des exploitants de salles face à la syndication (auxquels UA applique le même pourcentage), UA suit et dépasse même la tendance en étant la première major à louer son catalogue post-1950, essentiellement des films britanniques, dont ceux d'Eagle-Lion. En 1957, UA rachète pour 27 millions de dollars à Associated Artists Productions le catalogue pré-1950 de la Warner, soit 800 films sonores, 200 muets, 1 400 courts métrages, dont les séries des films d'animation Looney Tunes, Merrie Melodies et Popeye. En 1959, UA rachète pour 3,7 millions le catalogue pré-1950 de la RKO, si bien que l'année suivante, elle est à la tête du plus important catalogue de films d'Hollywood. L'on estime en 1958 que la cession de droits télévisés a rapporté 200 millions de dollars aux majors.
À la date de 1960, les films pré-1950 sont diffusés en masse à la télévision, qui est devenue un acteur de l'industrie du cinéma, au même titre que les exploitants. Les droits de diffusion d'un long métrage (deux passages) passent ainsi de 10 000 dollars en 1955 à 150 000 en 1960, les films ayant réussi au box-office et les blockbusters étant facturés plus cher. En 1964, UA commence à vendre des packages de films récents aux réseaux CBS et ABC, suivis en 1965 par NBC. Le contrat de 125 millions de dollars négocié avec ce dernier en 1967 est alors le plus important jamais signé. Quatre de ces films (West Side Story, Un monde fou, fou, fou, fou, La Plus grande histoire jamais contée et Tom Jones) sont vendus pour la somme jamais vue de 5 millions l'unité. De fait, la cession de droits télévisés permet de compenser les pertes à l'exploitation mais constitue également une seconde source de profit pour UA.

#### Production et publication de musique

Logo de United Artists Records (1971-1980)

L'entrée de UA dans l'industrie musicale est également tardive. À l'époque, le marché est dominé par des majors comme Columbia Records, RCA Victor, Capitol Records et Decca Records, tandis que tous les studios hollywoodiens s'y sont déjà diversifié ou sont sur le point de le faire. Pour percer sur le secteur, UA entend dégager des synergies avec le cinéma en commercialisant des LP ou des singles issus de ses musiques de film et, secondairement, monter un catalogue sur les niches que constituent la musique populaire ou classique. Le label devient rapidement populaire dans les années 1960 avec la sortie de singles extraits de la musique des films Les Sept Mercenaires, Exodus, Jamais le dimanche, La Panthère rose et Goldfinger, mais pas de sa comédie musicale la plus rentable, West Side Story, dont la bande originale est distribuée par Columbia Records. Le plus grand hit de United Artists Records est l'album de 1964 des Beatles A Hard Day's Night, qui se vend certes à 2 millions d'exemplaires en pleine beatlemania, mais confirme que la synergie n'est réalisable que sur les bandes originales. Or, le catalogue United Artists Music est daté, ses disques sont distribués uniquement par des disquaires indépendants et UA n'est pas prête à y investir, bien que cette filiale contribue à 25 % de son chiffre d'affaires en 1966.
Après la prise de contrôle de UA par la Transamerica Corporation (TA) en 1967, cette dernière acquiert (contre l'avis de UA) Liberty Records pour 22 millions de dollars en 1968. Avec la fusion, la nouvelle entité, renommée Liberty/United Artists Records, accède à la 6e place des majors. Liberty/UA dégage des profits les deux premières années mais perd, respectivement, 5,1 millions de dollars en 1970 et 3,8 millions en 1971. UA réorganise Liberty/UA, remplace l'équipe de management, réduit les frais généraux et la renomme à nouveau en United Artists Records. À l'issue d'une nouvelle réorganisation, TA se sépare des branches de distribution de United Artists Records en 1973 et de production en 1975. L'ensemble est renommé en United Artists Records and Music Group Inc. (UARMG). En 1976, United Artists Records ne contribue toujours qu'à 25 % du chiffre d'affaires de UA. En 1978, Artie Mogull et Jerry Rubinstein rachètent la filiale à TA grâce à un prêt d'EMI. Avec le passage de son label Jet Records chez CBS Records en 1979, United Artists Records, renommée Liberty/United Records, perd du même coup Electric Light Orchestra. Incapable de recouvrer son investissement, EMI démantèle Liberty/United Records la même année, la renomme en Liberty Records, et la fusionne en 1980 avec Capitol Records. En 1986, le producteur de cinéma Jerry Weintraub, appelé à la rescousse pour revitaliser UA, tente, sans succès, de relancer United Artists Records.

## Les années 1960: lesblockbusters
| Les blockbusters de United Artists 1957-1969                       |                               |
| Titre (Producteur et date)                                         | Bénéfice USA en millions de $ |
| Opération Tonnerre (McClory - Saltzman - Broccoli, 1965)           | 27                            |
| West Side Story (Mirisch - Seven Arts, 1961)                       | 25                            |
| Goldfinger (Saltzman - Broccoli, 1964)                             | 22,5                          |
| Un monde fou, fou, fou, fou (Kramer, 1963)                         | 19,3                          |
| Tom Jones (Woodfall, 1963)                                         | 18                            |
| Hawaï (Mirisch, 1966)                                              | 16                            |
| Irma la Douce (Mirisch, 1963)                                      | 12,1                          |
| Dans la chaleur de la nuit (Mirisch, 1967)                         | 11                            |
| Macadam Cowboy (Hellman - Schlesinger, 1969)                       | 11                            |
| Les Russes arrivent (Mirisch, 1966)                                | 10                            |
| La Garçonnière (Mirisch, 1960)                                     | 9,3                           |
| Bons baisers de Russie (Saltzman - Broccoli, 1963)                 | 9,2                           |
| Exodus (Preminger, 1960)                                           | 8,7                           |
| Quoi de neuf, Pussycat ? (Feldman, 1965)                           | 8,7                           |
| Certains l'aiment chaud (Mirisch, 1959)                            | 8,3                           |
| Alamo (Wayne, 1960)                                                | 8                             |
| Chitty Chitty Bang Bang (Broccoli, 1968)                           | 7,5                           |
| La Plus grande histoire jamais contée (Stevens, 1965)              | 7                             |
| Quand l'inspecteur s'emmêle (Mirisch, 1964)                        | 6,7                           |
| L'Affaire Thomas Crown (Mirisch, 1968)                             | 6,1                           |
| Les Vikings (Douglas, 1958)                                        | 6                             |
| La Panthère rose (Mirisch, 1963)                                   | 6                             |
| A Hard Day's Night (Shenson, 1964)                                 | 6                             |
| Help! (Shenson, 1965)                                              | 6                             |
| Pendez-les haut et court (Eastwood, 1968)                          | 6                             |
| Salomon et la Reine de Saba (Small, 1959)                          | 5,5                           |
| James Bond 007 contre Dr No (Saltzman - Broccoli, 1963)            | 5,5                           |
| La Grande Évasion (Mirisch, 1963)                                  | 5,5                           |
| Elmer Gantry le charlatan (Brooks, 1960)                           | 5,2                           |
| Le Dernier Rivage (Kramer, 1959)                                   | 5                             |
| Jugement à Nuremberg (Kramer, 1961)                                | 5                             |
| Le Bon, la Brute et le Truand (Produzioni Europee Associati, 1967) | 5                             |
| Orgueil et Passion (Kramer, 1957)                                  | 4,5                           |
| Le Grand McLintock (Wayne, 1963)                                   | 4,5                           |
| Quel numéro ce faux numéro ! (Small, 1966)                         | 4,4                           |
| Les Trois Sergents (Sinatra, 1962)                                 | 4,3                           |
| La Brigade du diable (Volper, 1968)                                | 4,2                           |
| Les Désaxés (Seven Arts, 1961)                                     | 4,1                           |
| Les Cavaliers (Mirisch, 1959)                                      | 4                             |
| Jamais le dimanche (Dassin, 1960)                                  | 4                             |
| Topkapi (Filmways - Dassin, 1964)                                  | 4                             |
| Sources : (en) Variety (magazine), 7 janvier 1970, p. 25, 27, 32   |                               |

### Le marché de la série A
La tendance de la « grosse machine » (ou blockbuster) débute en 1952 avec des films comme Quo Vadis de la MGM, L'Odyssée de l'African Queen de UA et Sous le plus grand chapiteau du monde de la Paramount puis se poursuit l'année suivante avec l'introduction de nouveaux formats de projection comme le Cinérama, le film en relief et le CinemaScope. Ces innovations techniques permettent à l'industrie cinématographique de se différencier de la télévision tandis que l'augmentation du prix du billet compense la baisse de la fréquentation. En résumé, en adoptant la formule du blockbuster, Hollywood fait sienne la devise de Business Week: « Make them big, show them big ; and sell them big ». Le résultat ne se fait pas attendre : avant La Tunique, le 1er film en CinemaScope en 1953, seulement 100 films ont atteint la barre des 5 millions de dollars de recettes. Un an et demi après ce succès de la Fox, on en compte plus de 30.

### Lesblockbustersde UA
Avant son entrée en bourse, UA ne distribue qu'une poignée de blockbusters: L'Odyssée de l'African Queen, Vera Cruz, La Comtesse aux pieds nus, Alexandre le Grand et Le Tour du monde en 80 jours. Le producteur de ce dernier, Michael Todd, a déjà sorti l'année passée Oklahoma !, tourné en Todd-AO et adapté d'une comédie musicale à succès de Broadway par Rodgers et Hammerstein. Autre principale base d'un blockbuster, le best-seller, qui lui sert cette fois-ci pour Le Tour du monde en 80 jours. Budgeté à 2,5 millions de dollars, le film accuse un dépassement de 3,5 millions lorsqu'il est pris en distribution internationale par UA contre 2 millions. Après une avant-première au Rivoli, à New York, le 17 octobre 1956, il est programmé lors des fêtes de fin d'année dans les grandes salles des métropoles disposant du Todd-AO, puis mis en distribution générale dans le reste du pays en CinemaScope, au prix normal du billet. Fin 1958, Le Tour du monde a rapporté 23 millions de dollars (dont 10 % pour UA) et plusieurs Oscars, dont celui du meilleur film.
La Bourse aide UA à financer ses blockbusters tandis que des coûts de production plus bas que ses concurrents (2,3 millions contre 2 millions en 1965 et 3 en 1968) lui évitent les aléas du « nobody knows ». UA met en œuvre plusieurs parades pour éviter le flop : la collatéralisation, déjà évoquée (qui, par exemple, lui permet de ne perdre que 700 000 dollars au lieu de 2,5 millions sur Pour que vivent les hommes et Orgueil et Passion) ; le marchandisage d'un roman (par exemple, Exodus de Leon Uris avant la sortie de son adaptation) et l'évaluation du bilan d'un producteur (par exemple, Albert R. Broccoli et Harry Saltzman ne sont pas autorisés à produire autre chose que des James Bond tant que la série n'a pas dégagé de bénéfices substantiels). En dépit de ces protections, le flop survient : celui de La Plus grande histoire jamais contée…

#### L'échec deLa Plus grande histoire jamais contée
Développé à la Fox, La Plus grande histoire doit être tourné aux États-Unis (les autres blockbusters sont généralement produits offshore) et a déjà coûté 2,3 millions de dollars en préproduction. La Fox, qui ne peut se le permettre, remet le film dans le turnaround (en). En reprenant le projet, UA rembourse à la Fox ses frais de préproduction (1 million de dollars), accorde au producteur-réalisateur George Stevens une commission de 300 000 dollars et décide d'un partage des bénéfices de 25 % pour UA et 75 % pour Stevens. Plus inhabituel, UA ne s'assure pas contre les dépassements de budget, pour plusieurs raisons selon Tino Balio : La Plus grande histoire, budgétée à 7,4 millions de dollars pour 23 semaines de tournage, est présentée comme « un film intimiste sur Jésus-Christ » ; Spyros Skouras, président de la Fox, déclare que le film possède un potentiel de 100 millions de dollars de bénéfices, tandis que Stevens est décrit par Time Magazine comme « intègre, respecté et capable »,. Pourtant, La Plus grande histoire dépasse son budget dès l'entrée en production et UA révise son budget à 12 millions de dollars à l'été 1963 et espère encore, à la vue des résultats d'un autre film en Cinérama, La Conquête de l'Ouest de la MGM, que ce format de projection peut permettre au film de gagner 40 millions de dollars. Le film sort sans avant-première et reçoit de mauvaises critiques unanimes, sauf de la part de Variety. Bien qu'UA espère un retour sur investissement positif sur 5 à 10 ans, en 1965, elle passe par pertes et profits 60 % de la valeur du film (qu'elle récupère partiellement lors de sa location à NBC en 1967). Finalement, un an après sa sortie, le film a rapporté 12,1 millions de dollars. Si La Plus grande histoire jamais contée ne cause pas trop de dommages, c'est qu'UA, à la différence de la Fox avec Cléopâtre, dispose d'un réservoir de blockbusters en distribution (voir tableau ci-contre).

#### Les frères Mirisch
Le contrat entre la Mirisch Company et UA n'est pas différent des autres : UA accepte de financer un minimum de quatre films par an sur trois ans à partir du 1er septembre 1957, collatéralise les films, partage les profits 50-50 %, applique sa commission de distributeur habituelle, verse une commission hebdomadaire aux frères pour poursuivre l'activité et prend en charge leurs frais fixes (très bas, puisque de l'ordre de 2,5 %). Comme les autres producteurs indépendants de UA, « ils ne pouvaient rien dépenser sans notre approbation. Tant que nous étions concernés, ils étaient comme notre bureau sur la côte Ouest ou notre filiale. Ils donnaient de l'autonomie à beaucoup de monde, mais toujours avec notre autorisation. Avec les Mirisch, tout était fait sur la base de relations les plus étroites possibles ; nous avions grand respect pour tout ce qu'ils faisaient et, de fait, il y avait peu de conflits ».

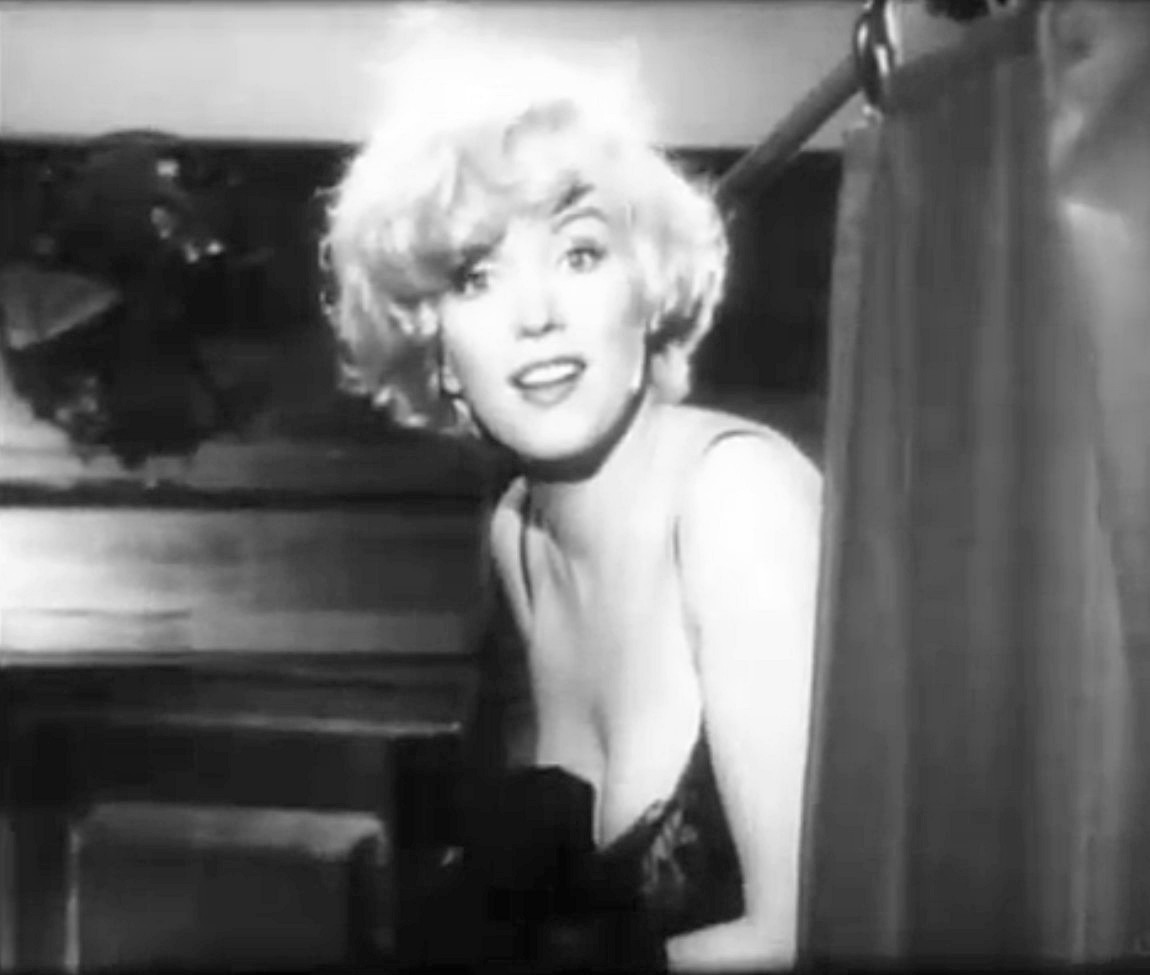
Marilyn Monroe dans Certains l'aiment chaud, l'un des 100 plus grands films américains selon l'American Film Institute

Walter et Harold Mirisch décident de se concentrer sur les réalisateurs, seuls capables selon eux, d'attirer des stars et signent des multi-contrats avec des cinéastes confirmés comme Billy Wilder, John Sturges, Robert Wise et George Roy Hill, mais aussi Blake Edwards et Norman Jewison, tandis que d'autres tels Joseph Newman, Michael Curtiz, Daniel Petrie, Walter Grauman ou Gordon Douglas sont rémunérés à la tâche sur un scénario déjà finalisé. Le premier des 12 films des Mirisch pour UA est un film d'exploitation, Fort Massacre. Il est immédiatement suivi par des films à plus gros budget : L'Homme de l'Ouest (1958), qui échoue, et Certains l'aiment chaud (1959), qui, produit à trois millions de dollars, en rapporte 13 ainsi que de nombreuses récompenses. À l'exception d'Irma la Douce (15 millions de dollars en 1963), les films suivants de Wilder (La Garçonnière en 1960 et Un, deux, trois en 1961) rapportent peu, voire perdent de l'argent (Embrasse-moi, idiot en 1964 et La Grande Combine en 1966). S'il est clair que la carrière de Wilder marque le pas, UA n'en laisse officiellement rien paraître (mais lui refuse un projet) et annonce en 1965 l'extension de son contrat à trois films : La Vie privée de Sherlock Holmes, Avanti! et la coproduction franco-allemande Fedora.
Après que leur contrat avec UA est étendu à vingt films en 1959, les Mirisch produisent pour un public adulte deux adaptations de pièces de Lillian Hellman : La Rumeur et Le Tumulte, qui perdent de l'argent. Les Mirisch ont plus de chance avec des westerns/films d'action comme Le Shérif aux mains rouges, Les Cavaliers, deux films de Sturges (Les Sept Mercenaires et La Grande Évasion) ou Les Rois du soleil. Les deux vehicles (en) à la gloire d'Elvis Presley (Le Shérif de ces dames et Un direct au cœur) marchent bien, tout comme les premiers films de la collaboration Blake Edwards/Peter Sellers : La Panthère rose, Quand l'inspecteur s'emmêle et la série d'animation dérivée, coproduite avec DePatie-Freleng Enterprises. La Mirisch Company récupère enfin trois projets développés chez Seven Arts Productions : l'adaptation d'un best-seller (Par l'amour possédé) et de deux comédies musicales de Broadway (Deux sur la balançoire et West Side Story). Le premier, signé Sturges, comme le second, dirigé par Wise, sont des échecs au box-office. Robert Wide et Jerome Robbins ont plus de chance avec West Side Story qui, après une avant-première le 18 octobre 1961 au Rivoli de New York est projeté durant 68 semaines et devient le champion au box office de 1962. Rapportant à cette date 19 millions de dollars aux États-Unis et 30 millions à l'étranger, West Side génère 2,5 millions de profits, environ 12 millions de commission de distributeur pour UA, un million pour les Mirisch et est récompensé par dix Oscars. À l'issue de leur premier contrat, les 20 films des Mirisch ont rapporté 35 millions de dollars de commission de distributeur pour UA, sans parler de leur valeur résiduelle, notamment en cession de droits télévisés, estimée par UA à 92 millions en 1963 et 125 en 1968.
Le deuxième contrat des Mirisch, signé le 1er décembre 1963 après qu'ils eurent acquis 62 069 actions de UA, est plus avantageux. Cependant, des rumeurs de leur passage chez Paramount obligent UA à étendre leur contrat de 20 à 48 films (un lot de 20 films et deux lots de 14) sur la période 1964-74. Le premier film du contrat est Hawaï, une superproduction développée dès 1960 sur la base du best-seller de James A. Michener. George Roy Hill y remplace Fred Zinnemann et dépasse de 4 millions de dollars le budget initial de 10 millions, n'empêchant pas le film d'être le plus profitable du lot de 20 films, rapportant 19 millions et engendrant une suite en 1970, Le Maître des îles. La collaboration des Mirisch avec Blake Edwards se poursuit et ce dernier obtient 375 000 dollars par film comme réalisateur (voire 150 000 de plus comme scénariste) et 20 % des profits. Qu'as-tu fait à la guerre, papa ?, produit à 7 millions de dollars, en perd 4 et est un échec critique, si bien que les Mirisch tentent, sans Edwards, sans Sellers (pris par La Party) et sans succès, de revitaliser le personnage de Jacques Clouseau avec L'Infaillible Inspecteur Clouseau. Le western traditionnel décline dans les années 1960 (au profit du western spaghetti vers lequel UA se tourne dès 1964) et il en va de même de la carrière de John Sturges : Sur la piste de la grande caravane et Sept secondes en enfer sont des échecs, tout comme son recyclage dans le film d'espionnage avec Station 3 ultra secret.
Par contre, cette période voit monter le producteur-réalisateur Norman Jewison : Les Russes arrivent est le sleeper de 1966 et rapporte 12 millions de dollars sur une mise de 3,9. Suivent à intervalle d'un an Dans la chaleur de la nuit et L'Affaire Thomas Crown. Parce que les Mirisch pensent que Dans la chaleur de la nuit ne sortira jamais dans le Sud (et a peu de chance de marcher ailleurs, il est produit à bas coût (2 millions de dollars). Il en rapporte 16, plus cinq Oscars, dont celui du meilleur film et engendrera deux suites (Appelez-moi Monsieur Tibbs et L'Organisation) et une série dérivée. UA accorde à Jewison l'un des meilleurs contrats jamais signé par elle, soit 550 000 dollars sur 5 films et jusqu'à 22,5 % des profits. Malgré le succès de L'Affaire Thomas Crown, qui rapporte 11 millions sur une mise de 4,3, à l'issue de leur second contrat, le bilan des Mirisch est décevant pour UA : 21 millions de dollars de bénéfices, contre 35 pour le premier lot.
Les deux contrats de 14 films des Mirisch débute au moment où Hollywood traverse en 1968-72 la plus grave récession économique de son histoire. Les Mirisch poursuivent leur politique de suites avec Le Retour des sept, Les Colts des sept mercenaires et La Chevauchée des sept mercenaires, des séries B tournées en Espagne comme telles par Burt Kennedy, Paul Wendkos et George McCowan, qui marchent bien, surtout hors des États-Unis. Mis à part Dans la chaleur de la nuit, la Mirisch Company rate, par contre, le coche du Nouvel Hollywood, dont les fers de lance sont Bonnie et Clyde (Warner Bros.-Seven Arts), Le Lauréat (Embassy Pictures mais distribué au Royaume-Uni par UA) et Easy Rider (Columbia). Des films destinés au public de jeunes adultes comme Davey des grands chemins de John Huston, The First Time de James Neilson, Colère noire de Paul Bogart, Gaily, Gaily de Jewison et Le Propriétaire, le premier film de Hal Ashby, sont tous des échecs. Sans Un violon sur le toit, toujours de Jewison, qu'UA coproduit sans l'assentiment des Mirisch, leur lot de 14 films aurait été désastreux. Il ne rapporte à UA qu'un maigre million de dollars, qui ne couvre même pas les frais de distribution. Les Mirisch ne sont pas plus satisfaits, depuis qu'UA les oblige à sabrer la moitié de leurs frais fixes en 1970 et leur propose, s'ils le souhaitent, de ne produire aucun des 14 films restants. Finalement, la Mirisch Company n'en produira que quatre : Avanti!, Scorpio de Michael Winner et deux films de Richard Fleischer, Du sang dans la poussière et Mister Majestyk, ceci jusqu'à extinction de leur contrat avec UA, le 31 août 1974.

#### James Bond
Lorsque Albert R. Broccoli et Harry Saltzman signent leur contrat avec UA en juin 1961, Ian Fleming a déjà écrit 9 James Bond, d'Espions, faites vos jeux (Casino Royale) au dernier en date, Opération Tonnerre, sans parvenir à entrer dans la liste des best-sellers, ni à décrocher un contrat à Hollywood. En 1955, dépité, il vend pour 6 000 dollars les droits cinématographiques de Casino Royale au producteur Gregory Ratoff (les droits télévisés ayant déjà été acquis par CBS, qui en avait tiré un téléfilm l'année précédente). En 1960, dans l'impossibilité de trouver des fonds pour une adaptation à l'écran de Casino Royale, Ratoff revend les droits au producteur Charles K. Feldman. En 1959, Fleming s'attèle néanmoins à un scénario, Opération Tonnerre, écrit en compagnie de Kevin McClory et Jack Whittingham mais ne trouve pas plus de débouchés que Ratoff. Il publie Opération Tonnerre sous forme de roman sans créditer McClory, qui lui intente un procès, qui dure jusqu'en 1963.
Les discussions avec Broccoli ont lieu au siège de UA à New York en compagnie de Krim, Benjamin et David V. Picker… tandis que, pendant ce temps, Saltzman essaie de vendre le projet à la Columbia quelques étages plus bas! UA accepte de financer James Bond 007 contre Dr No mais le contrat avec Danjaq, une holding basée à Lausanne, société mère de EON Productions, n'est signé que le 2 avril 1962. Il ne diffère pas des autres contrats signés à l'époque. Avec 2 millions de dollars de bénéfices aux États-Unis et 4 à l'international, Dr No marche bien, mais ne fait pas de score exceptionnel. Il est cependant prévu que si Dr No et l'opus suivant, Bons baisers de Russie, récupèrent leur investissement, la part de Danjaq dans les bénéfices passe de 50 à 60 %. Le phénomène Bond (et les budgets) décolle avec Goldfinger, qui coûte environ 3 millions de dollars et en rapporte 46 dans le monde entier, grâce à une politique de marketing indifférencié par saturation des salles et un intéressement des exploitants. Cependant, Variety calcule qu'UA récupère finalement 80 % des bénéfices du film, depuis classé avec Dr No par le British Film Institute comme l'un des 100 meilleurs films britanniques. À partir de Goldfinger, chaque Bond rapportera à l'international le double des États-Unis. Il en va ainsi d'Opération Tonnerre, produit grâce à un arrangement avec McClory, qui a obtenu de la justice les droits sur le personnage d'Ernst Stavro Blofeld et sur le SPECTRE. En échange, McClory est nommé producteur et reçoit 250 000 dollars et 20 % des profits, à condition de ne pas produire de remake avant 10 ans (ce sera Jamais plus jamais en 1983, dont UA rachète les droits de distribution en 1997). De même, en 1964-65, UA tente de persuader Feldman de trouver un accord avec Saltzman et Broccoli sur Casino Royale. Éventuellement, UA est prête à signer un contrat séparé avec Feldman, qui a déjà 4 films en cours pour UA (La Septième Aube, Quoi de neuf, Pussycat ?, Le Groupe et Guêpier pour trois abeilles). En mai 1965, Feldman réclame 75 % des recettes, ne laissant que 25 % à Saltzman, Broccoli et UA,. Finalement, UA laisse tomber et la parodie Casino Royale est distribuée en 1967 par la Columbia. Produit à 8 millions de dollars, contre 10 pour On ne vit que deux fois, Casino Royale est un échec qui handicape ce dernier (qui ne rapporte que 19 millions aux États-Unis), mais ne cause pas de dommages à la série. En rachetant la société de production de Feldman, UA acquiert la moitié des droits de Casino Royale, le restant étant la propriété de la Columbia. Aussi, lorsque cette dernière envisage en 1997 plusieurs remakes sans UA (Casino Royale et Opération Tonnerre), la justice la déboute.
La série poursuit son chemin au rythme d'un film tous les deux ans, sans que les changements d'acteurs viennent démentir son succès (et sa longévité). En 1967, UA révise son contrat avec Saltzman et Broccoli et leur accorde 75 % des bénéfices. On estime que les deux producteurs ont empoché 30 millions de dollars sur la série en 1974. Seulement, à cette date, Saltzman et Broccoli ne sont pas dans la même santé financière : Saltzman a investi massivement dans la Technicolor Motion Picture Corporation, a produit pour UA des films qui n'ont pas marché (Un homme de trop, Un cerveau d'un milliard de dollars, Enfants de salauds et La Bataille d'Angleterre) et a besoin de liquidités. Par ailleurs, les deux producteurs ne sont plus en état de se parler et ne font plus d'affaires ensemble (ils produisent les Bond à tour de rôle depuis 1966). Aussi, lorsque Broccoli refuse de racheter les parts de Saltzman et que ce dernier prend langue avec la Columbia pour une vente, UA tape du poing sur la table et force l'arrangement. Le 17 décembre 1975, UA rachète pour 26 millions de dollars les parts de Saltzman dans Danjaq. Et du moment où Danjaq et UA sont coproducteurs, UA possède désormais à perpétuité les droits de distribution de la série. Avec le rachat de UA par Sony Pictures Entertainment, société mère de la Columbia, le 8 avril 2005, la série est, depuis le remake de Casino Royale de 2006, distribuée par Columbia.

### Le marché du cinéma européen
Les productions étrangères distribués aux États-Unis (sauf mention contraire, par des indépendants) consistent essentiellement en des films d'exploitation, des œuvres du néoréalisme italien, les comédies britanniques, Les Chaussons rouges de Powell-Pressburger (distribué par Universal), Hamlet de Laurence Olivier (par Eagle-Lion Films), Rashōmon d'Akira Kurosawa (par RKO), Los Olvidados de Luis Buñuel, La Ronde et Le Plaisir de Max Ophüls (par Columbia), Les Contes de la lune vague après la pluie de Kenji Mizoguchi, Les Vacances de monsieur Hulot de Jacques Tati, Les Diaboliques de Henri-Georges Clouzot, Les Vitelloni et La Strada de Federico Fellini, Sourires d'une nuit d'été (par Rank) et Le Septième Sceau d'Ingmar Bergman. La douzaine d'indépendants qui se partagent le marché (dont les plus importants sont Joseph Burnstyn, Kingsley-International, une filiale de la Columbia, Brandon Films et Lopert Films) ne disposent pas des finances nécessaires pour assurer correctement la promotion de ces films : rares sont ceux qui dépassent les 100 000 dollars de recettes et encore moins les 500 000 (Les Diaboliques, La Strada et Du rififi chez les hommes de Jules Dassin). La situation change en 1956 avec Et Dieu… créa la femme de Roger Vadim, qui passe outre au code Hays en étant distribué par Kingsley-International et rapporte la somme jamais vue de 3 millions de dollars. En 1958, surfant sur la vague Brigitte Bardot, UA rachète Lopert Films pour 840 000 dollars (dont 480 000 de dettes) et ses options sur le film Une Parisienne pour 500 000 dollars. Renommée en Lopert Pictures Corporation, la filiale distribue de 1959 à 1969 environ 5 films l'an parmi la vingtaine de films produits par UA hors des États-Unis. Dès le deuxième, Jamais le dimanche, UA expérimente une variante de la distribution par saturation, dite Premiere Showcase : soutenu par une campagne de promotion dans des journaux ciblés du Grand New York, le film est distribué dans 12 cinémas (salles d'art et essai et multiplexes). Produit à 150 000 dollars, le film rapporte 4 millions. À l'exception de Tom Jones en 1963, les films suivants distribués via Lopert ne trouvent pas leur public hors de leur pays d'origine. En 1967, Time Magazine écrit à propos des films du Nouvel Hollywood que leur bonne réception prouve que « l'innovation n'est plus le pré carré des salles d'art et essai mais désormais une caractéristique du cinéma hollywoodien ». Le marché du cinéma d'auteur étranger disparait totalement à la fin des années 1960 : Variety rapporte qu'aucun d'entre eux n'a dépassé la barre du million de dollars sur la période 1967-72. UA ferme sa filiale Lopert en 1970. Ce n'est qu'en 1981 que Michael Barker, Tom Bernard et Marcie Bloom créent l'éphémère division United Artists Classics avant de quitter UA pour Orion Pictures au sein de laquelle ils développent Orion Classics à partir de 1983.

#### Productions anglaises
En 1948, le British Film Production Fund est créé par le gouvernement afin de soutenir les producteurs britanniques grâce à une taxe sur les exploitants, rendue obligatoire avec le Cinematograph Films Act de 1957. Les films faits en coproduction sont également éligibles au fonds, plus connu sous le nom d'Eady Money, et c'est la solution que choisit UA en annonçant dès 1958 un programme de productions britanniques comprenant deux films avec Alec Guinness (De la bouche du cheval et Les Fanfares de la gloire) et des films coproduits avec la Hammer (Le Chien des Baskerville de Terence Fisher et Tout près de Satan de Robert Aldrich). Mais ce n'est qu'en 1962 qu'UA s'investit pleinement en signant avec EON Productions et Woodfall Films.
Depuis six ans, Tony Richardson et consorts ont lancé le Free Cinema, qui « atteint et révèle un nouveau public dont l'existence est restée insoupçonnée, aussi bien de l'industrie cinématographique que de l'establishment culturel ». Les premiers films de Woodfall, qui s'attachent à dépeindre la vie de la classe ouvrière, sont des échecs commerciaux, à l'exception de Samedi soir, dimanche matin de Karel Reisz, qui fait d'Albert Finney une star et Un goût de miel de Richardson, qui révèle Rita Tushingham. Avec Tom Jones, UA pense tenir quelque chose de spécial et accepte le 21 mai 1962 de financer le film pour 1,25 million de dollars. La critique est partagée après l'avant-première au London Pavilion en juin 1963 et se pose le problème de l'aversion traditionnelle du public américain pour les films en costumes anglais. Pour la sortie de Tom Jones aux États-Unis, UA organise des projections de presse ciblées à New York, Los Angeles, San Francisco et Chicago et ne sort le film que dans une seule salle d'art et essai, le Cinema I, dans l'Upper East Side, le 7 octobre 1963. Plus tard, le film sort dans une autre salle d'art et essai de Los Angeles et ce n'est qu'à Noël 1963 que, le bouche à oreille ayant fonctionné, le film est distribué dans 18 salles de 12 aires métropolitaines. Pour la sortie dans de plus petites villes du Sud et du Midwest, UA remplace l'affiche originale par une autre, plus « paillarde ». En mai 1964, après avoir décroché quatre Oscars, dont celui du meilleur film, Tom Jones a déjà rapporté 8 millions de dollars aux États-Unis et 4 à l'international. UA signe avec Woodfall un contrat non exclusif de huit films. Les trois suivants sont des œuvres à petit budget : La Fille aux yeux verts (le premier film de Desmond Davis), One Way Pendulum (le premier de Peter Yates) et Le Knack... et comment l'avoir de Richard Lester, le seul à remporter un succès à la fois critique (Palme d'or du Festival de Cannes) et commercial en engrangeant environ 2,5 millions de dollars. Les trois films réalisés par Richardson sous l'accord de coproduction franco-britannique de 1966 sont des échecs commerciaux : 575 000 dollars de recettes pour Mademoiselle, 215 000 pour Le Marin de Gibraltar et 780 000 pour La Chambre obscure. De même, La Charge de la brigade légère, une coproduction américano-britannique, n'est pas le blockbuster espéré : produit à 6 millions, il n'en rapporte que 2,3. En 1966, Time Magazine s'enthousiasme du renouveau du cinéma britannique mais omet de préciser qu'il est totalement dépendant des financements américains. D'ailleurs, tout au long des années 1960, les studios hollywoodiens reçoivent 80 % de l'Eady Money. De plus, après Tom Jones, il est clair que le cinéma d'auteur de Woodfall ne marche pas sur le marché américain. Le contrat se conclut donc sur Kes, le deuxième film de Ken Loach, et Ned Kelly.

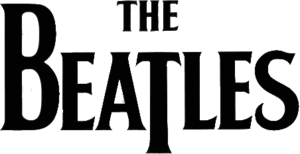
UA distribue trois films des Beatles: A Hard Day's Night, Help! et le film d'animation Yellow Submarine.

En 1964, United Artists Records, qui veut une bande originale des Beatles pour le marché américain, convainc UA de produire un film avec le groupe. Walter Shenson, grillant la politesse à Brian Epstein, signe un contrat de trois films et soumet le package à UA : 30 % des profits pour lui-même comme producteur, un réalisateur attaché, Richard Lester, avec lequel il a déjà fait La Souris sur la Lune… et 40 % des profits pour UA, un deal pour le moins inespéré! A Hard Day's Night, précédé de la sortie de l'album éponyme, est montré aux DJs et aux vendeurs de produits dérivés et sa sortie sélective est vendue comme un concert avec pré-ventes. Produit à 500 000 dollars, A Hard Day's Night a rapporté 10 millions un an après sa sortie, date précise où est distribué Help!, toujours signé Lester, qui rapporte la même somme. Le dernier film, le dessin animé Yellow Submarine, n'est pas produit par Shenson mais par Apple Corps et dérivé de la série télévisée américaine The Beatles, produite pour ABC.
Après la fin de son contrat avec Woodfall, UA se tourne vers Larry Kramer, qui a déjà coécrit et produit pour elle Here We Go Round the Mulberry Bush. N'ayant lu qu'un premier jet de cette adaptation de D. H. Lawrence, UA accepte néanmoins les 1,6 million de dollars du budget de Love et le réalisateur Ken Russell, dont Un cerveau d'un milliard de dollars, le troisième volet des aventures d'Harry Palmer, n'a pas convaincu. En dépit de bonnes critiques, Love, pas plus que les autres films de UA de cette époque, n'atteint le public de jeunes adultes auquel il était destiné mais rapporte quand même 4,5 millions de dollars. En 1970, Russell donne encore Music Lovers. À cette date, UA et les autres majors ont considérablement réduit leurs investissements sur le marché britannique. Si le volume de films reste stable (70 par an), le financement (essentiellement américain) a chuté de 65 %. UA se contente de distribuer un James Bond tous les deux ans et, occasionnellement, une production anglaise comme Un dimanche comme les autres, The Offence, Théâtre de sang, Terreur sur le Britannic, Brannigan, Un pont trop loin, Valentino ou La Grande Attaque du train d'or.

#### Productions françaises
En 1959, André Malraux rattache le Centre national de la cinématographie, établissement public à caractère administratif, au ministère chargé de la Culture nouvellement créé. En instaurant un compte de soutien financier de l’État à l’industrie cinématographique française, les longs métrages sont désormais éligibles à l'avance sur recettes avant réalisation. Dans les premières années suivant les décrets de 1959, les possibilités offertes à tout nouveau réalisateur s'avèrent énormes puisqu'il peut, soit devenir son propre producteur, soit voir la préproduction de son film être financée, soit s'associer comme producteur exécutif à un producteur chevronné. On estime qu'entre 1958 et 1961, 100 films français sont l'œuvre de nouveaux réalisateurs, en particulier ceux de la Nouvelle Vague qui décrochent les honneurs du Festival de Cannes 1959 : François Truffaut pour Les Quatre Cents Coups, Alain Resnais pour Hiroshima mon amour et Marcel Camus avec Orfeu Negro, le premier film distribué par Lopert Pictures Corporation, la filiale de UA, qui obtient l'Oscar du meilleur film en langue étrangère. Cependant, pour des raisons pratiques, UA ne s'investit pas avant 1964 dans la production française. Elle crée une société de production de droit français, la société anonyme Les productions Artistes associés et s'associe avec Les Films Ariane, la société d'Alexandre Mnouchkine et Georges Dancigers, productrice d'Une Parisienne, à l'origine du rachat de Lopert Films. Pour son premier film pour UA, Ariane récupère un projet, Le Train de John Frankenheimer, développé initialement aux États-Unis. Produit à 6,7 millions de dollars, cette coproduction rapporte 3 millions aux États-Unis et 6 dans le reste du monde. Ariane, spécialisée dans la qualité française se tourne ensuite vers les talents les plus commerciaux de la nouvelle vague, comme Philippe de Broca, dont Le Farceur a été distribué par Lopert. De Broca et Louis Malle donnent coup sur coup trois comédies d'aventure à succès : L'Homme de Rio (1964), Viva Maria ! et Les Tribulations d'un Chinois en Chine (1965). UA finance également quatre autres films de De Broca : des comédies de caractère comme Le roi de cœur, qui est un échec commercial mais un phénomène cinéphile aux États-Unis, Le Diable par la queue, Les Caprices de Marie, un drame qu'il produit (O Salto), mais rate Le Magnifique, pourtant produit par Ariane et l'un des meilleurs De Broca. UA produit encore Le Voleur de Malle avant de se tourner vers Claude Lelouch.
UA récupère les droits de distribution internationaux d'Un homme et une femme, qui remporte la Palme d'or du Festival de Cannes et l'Oscar du meilleur film en langue étrangère. Si Un homme et une femme rapporte 7 millions de dollars, son remake virtuel, Vivre pour vivre, ne marche essentiellement qu'en France, le public américain, selon Variety, ayant eu sa dose de nouveauté avec la première version. UA et Ariane n'en continuent pas moins de soutenir Les Films 13, la société de Lelouch, bien que ses films suivants (La Vie, l'Amour, la Mort, Le Voyou, L'aventure, c'est l'aventure, Si c'était à refaire) connaissent des bonheurs divers au box-office. UA distribue également d'autres films produits par Lelouch (Les Gauloises bleues, L'Américain, Une infinie tendresse, Le Maître du temps et Molière) et même son seul film en langue anglaise, Un autre homme, une autre chance, coproduit par Robert Chartoff et Irwin Winkler.
La collaboration de UA avec François Truffaut débute avec deux films hitchcockiens adaptés de William Irish, La mariée était en noir et La Sirène du Mississippi, qui rapportent, respectivement, de modestes 2 millions et 1,3 million de dollars. UA concède à Truffaut une liberté totale, telle que ses collaborateurs au sein de sa société de production Les Films du Carrosse ont consigne de garder le secret sur ses projets. À partir de Baisers volés, Truffaut retourne à un cinéma plus intimiste (et moins coûteux) : produit pour 350 000 dollars, Baisers volés rapporte 1,5 million, plus diverses récompenses dont le Prix Louis-Delluc et le Prix Méliès et une nomination à l'Oscar du meilleur film en langue étrangère. Son film le moins commercial, L'Enfant sauvage, produit à un coût encore plus bas, dégage un petit profit et fait dire à Variety que « United Artists mérite qu'on s'incline devant elle pour avoir soutenu ce film inhabituel, hors-courant tourné en noir et blanc », dont l'écriture a duré quatre ans. De même, cinq versions de scénarios sont nécessaires à L'Histoire d'Adèle H., prix Louis-Delluc, et huit ans s'écoulent entre l'idée d'adapter Henry James et la sortie de La Chambre verte en 1978, son dernier film pour UA, précédé par L'Argent de poche et L'Homme qui aimait les femmes, qui fait l'objet d'un remake par Blake Edwards pour la Columbia en 1983.
Dans les 1960-70, UA, à travers les productions Artistes associés, soutient le cinéma d'auteur européen et, souvent, les premiers films de réalisateurs comme Alain Cavalier (Mise à sac, La Chamade), Marguerite Duras (La Musica), Aleksandar Petrović (Il pleut dans mon village, Portrait de groupe avec dame), Edmond Séchan (Pour un amour lointain), Claude Mulot (La Saignée), Peter Fleischmann (Les Cloches de Silésie), Harry Kümel (Malpertuis), Jean-Louis Bertuccelli (Paulina 1880), Claude Berri (Sex-shop) et son collaborateur Henri Graziani (Poil de carotte) ou Marco Pico (Un nuage entre les dents). Parmi les réalisateurs plus commerciaux produits, on peut citer Pierre Tchernia (Le Viager), Gérard Pirès (Elle court, elle court la banlieue), Serge Leroy (Attention, les enfants regardent), Jean Yanne (Moi y'en a vouloir des sous et Les Chinois à Paris), Robert Dhéry (Vos gueules, les mouettes !), Costa-Gavras (Un homme de trop, Section spéciale), Robert Enrico (Le Vieux Fusil, premier César du meilleur film), Marc Simenon (Signé Furax) et Édouard Molinaro, dont La Cage aux folles et La Cage aux folles 2 engendreront une comédie musicale à Broadway et un remake en 1996. Viennent compléter le bilan plusieurs films d'animation (Pollux et le chat bleu, Lucky Luke, Tintin et le lac aux requins, La Ballade des Dalton) et la coproduction du James Bond Moonraker, tourné aux studios de Boulogne.

#### Productions italiennes
Dans les années 1960, Cinecittà est le centre de la production en Europe grâce, certes, aux aides gouvernementales mais surtout parce que le cinéma italien, pas encore touché par la concurrence de la télévision, est en plein boom. Selon l'Associazione nazionale industrie cinematografiche audiovisive e multimediali (ANICA), il totalise 640 millions d'entrées payantes en salles (soit le double des spectateurs du Royaume-Uni, de la France et de la RFA) et rapporte 265 millions de dollars de bénéfices en 1966 (soit 50 % de plus qu'au Royaume-Uni et 70 % de plus qu'en France et en RFA). UA ne participe que marginalement à la vague du péplum italien en ne distribuant aux États-Unis que Les Derniers Jours de Pompéi, Thésée et le minotaure et La Fureur d'Hercule. Par contre, elle s'intéresse dès 1964 au western spaghetti, dont elle distribue le fer de lance, Pour une poignée de dollars, produit par la société de production d'Alberto Grimaldi, Produzioni Europee Associati (PEA). Après le succès de ce film en Europe (qui, dans certains pays, dépasse au box-office Mary Poppins, My Fair Lady et même Goldfinger), UA finance les deux suites de la trilogie du dollar de Sergio Leone : Et pour quelques dollars de plus et Le Bon, la Brute et le Truand. Produites à 400 000 dollars pour la première et 972 000 pour la seconde, elles rapportent 3,5-4 millions aux États-Unis et environ trois fois plus à l'international. Tandis que Dino De Laurentiis lui fournit Du sang dans la montagne et Navajo Joe, UA produit encore jusqu'en 1972 Il était une fois la révolution ainsi que divers avatars du genre, dont La mort était au rendez-vous, El mercenario et la trilogie des Sabata.
En 1968, UA signe un contrat de distribution non exclusif avec PEA pour la production de « films plus complexes, à plus gros budget ». Alberto Grimaldi prend alors sous contrat Francesco Rosi (qui donne Cadavres exquis), Mauro Bolognini (Ce merveilleux automne), Gillo Pontecorvo (Queimada), Elio Petri (À chacun son dû, Un coin tranquille à la campagne) et, surtout, Federico Fellini. Pour assurer le succès du Satyricon, UA rachète une version antérieure, qu'un procès pour obscénité finit d'achever. Le Satyricon de Fellini engrange 8 millions de dollars à l'international et est suivi du décousu Fellini Roma. En 1970, UA renégocie pour trois ans son contrat de distribution avec PEA et acquiert les droits internationaux des films à venir, dont la comédie musicale L'Homme de la Manche et la « trilogie de la vie » de Pier Paolo Pasolini. Le Décaméron, le seul à être distribué aux États-Unis n'y rapporte que 160 000 dollars mais marche à l'international (6,5 millions), tout comme Les Contes de Canterbury (2 millions) et Les Mille et Une Nuits (4,5 millions). Le dernier film du réalisateur pour UA, Salò ou les 120 journées de Sodome, est censuré dans de nombreux pays. L'un des plus grands succès de PEA, Le Dernier Tango à Paris sort en salles au moment où le premier choc pétrolier de 1973 met à mal l'économie et l'industrie cinématographique italiennes, empêchant quasiment ces films de prétendre au retour sur investissement à l'international. En 1976, dominé essentiellement par le cinéma américain, le marché italien a perdu son ancienne vitalité et ses spectateurs, selon Carmine Cianfarani, président de l'ANICA. Dès lors, les productions italiennes ou franco-italiennes de UA, favorisées par l’accord cinématographique franco-italien du 1er août 1966, ne sortiront que sur les marchés européens, à l'exception de Portier de nuit de Liliana Cavani et de 1900 de Bernardo Bertolucci.

## Les années 1970: la vie avec un conglomérat

### La conglomérisation de l'industrie du cinéma

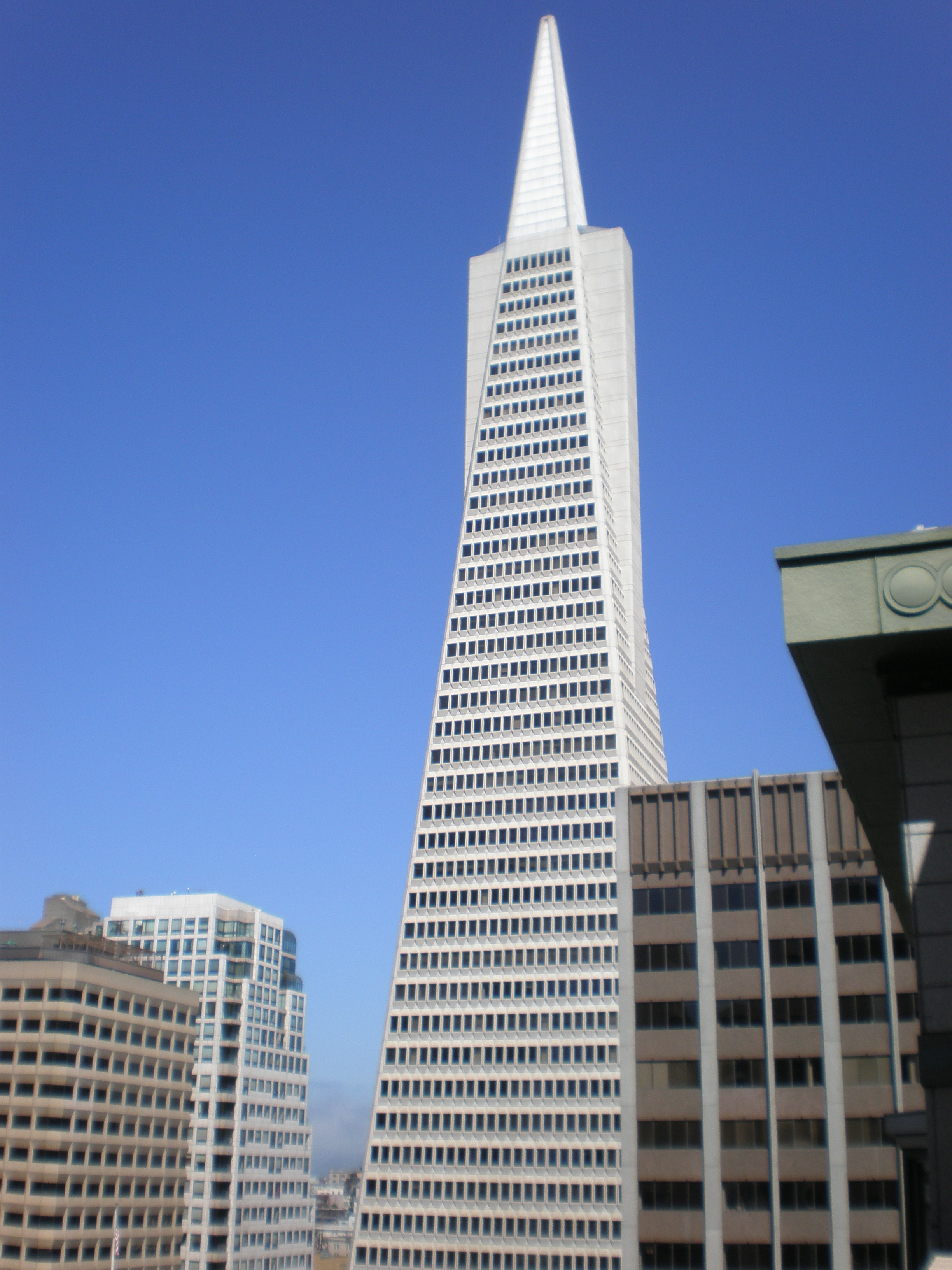
« We Are the People in the Pyramid », slogan d'une campagne publicitaire de la Transamerica Corporation mettant en avant son gratte-ciel

Le logo en « T » de la Transamerica Corporation

Durant les années 1960, l'industrie du cinéma entre dans l'ère des conglomérats lorsque les studios sont, soit rachetés par ces entités, soit deviennent eux-mêmes des conglomérats,. La prise de contrôle de la Paramount par Gulf+Western est la première du genre en 1966, suivie de celle de UA par la Transamerica Corporation et de Warner Bros. par Kinney National Company. Les majors ont, durant les années 1960, produit des films dont la valeur est sous-évaluée en raison de recettes erratiques ; ils possèdent des biens immobiliers sous la forme de studios et des labels discographiques ou des chaînes de salles de cinéma à l'étranger ; ils gèrent des catalogues de films qui peuvent être exploités par des chaînes de télévision par câble ou à péage. Charles Bluhdorn, président de Gulf+Western, donne l'explication suivante sur son acquisition : « Il existe un formidable futur dans le domaine des loisirs... Les films sur cassette vidéo pour l'usage familial vont ouvrir un marché énorme... Un jour, les satellites relaieront des films récents dans des millions de foyers. C'est un grand challenge ». Contrairement à la Paramount, UA est en bonne santé financière. Cependant, Wall Street continue de classer l'industrie cinématographique comme « à risque ». Afin d'impressionner cette dernière, UA rend publique sa capitalisation boursière et attire les repreneurs. En juillet 1966, UA annonce son rachat par Consolidated Food, qui souhaite l'intégrer horizontalement en la diversifiant dans l'édition de livres, de magazines et de disques. Les actionnaires du UA refusent l'offre et cette dernière trouve un accord avec la Transamerica Corporation (TA) en novembre 1966, qui sera officialisé le 11 avril 1967. Après l'acquisition de UA, TA rachète Liberty Records, Trans International Airlines (en) et Budget Rent-A-Car: des filiales dédiées aux loisirs qui contribuent à 30 % de son chiffre d'affaires à la fin des années 1960. Bien que classée entre Shell et Eastman Kodak, TA souffre d'un manque d'image de marque: elle décide donc de s'offrir une campagne publicitaire dans Time Magazine où elle présente son logo en « T » et annonce la construction à San Francisco de son siège social mondial, la Transamerica Pyramid. Ce bâtiment moderne doit refléter, selon John Beckett, président de TA, la philosophie du nouvel acquéreur de UA selon laquelle « les hommes jeunes, ou au moins les hommes qui paraissent jeunes, créent le changement et veulent essayer de nouvelles choses ». Et de rajouter que, a contrario, « les cadres séniors participent à des conventions, ils deviennent des personnalités importantes en ville et font partie de la liste des mécènes. Le gouvernement leur demande de servir comme conseillers et on leur offre de parler à des colloques de différentes sortes. J'espère que c'est une chose que nous pouvons éviter. Autant que j'en sais, peu d'idées sur de nouvelles ou meilleures façons de faire de l'argent sont discutées lors de conventions ». Si Arthur B. Krim, membre du conseil d'administration de l'Institut Weizmann, conseiller des présidents des États-Unis John Fitzgerald Kennedy et Lyndon Johnson, trésorier du Parti démocrate américain, se sent visé, il n'en laisse rien paraitre, pas plus que Robert Benjamin (en), à l'origine de la création de l'United Nations Association of the United States of America et également conseiller de Johnson. Les deux vice-présidents de UA entrent pour cinq ans au conseil d'administration de TA. À la date de juin 1969, l'équipe dirigeante de UA est désormais composée d'Arnold M. Picker, ancien vice-président responsable de la distribution à l'étranger, et de son neveu David V. Picker, 38 ans, ancien président de United Artists Records.

### La récession de 1968-1972
En 1968-72, Hollywood traverse sa plus grave récession économique. Tout d'abord, le public devient hédoniste et plus sélectif. Ensuite, les studios font sienne la politique du blockbuster, tandis que l'offre devient pléthorique avec l'arrivée des réseaux télévisés (CBS, ABC, National General Pictures (en)) dans la production cinématographique, portant le nombre de principaux fournisseurs à onze. De fait, les blockbusters peinent à recouvrer leur retour sur investissement et sont privés de location aux réseaux, ces derniers ayant suffisamment de produits jusqu'en 1972. Si Hollywood ne s'effondre pas, c'est au prix de dures restructurations : abandon d'une branche d'activité (comme les studios de Borehamwood et de Culver City par la MGM), externalisation des services à la production (par Columbia, Warner Bros.-Seven Arts, MGM, Paramount et Fox) et, surtout, remise dans le turnaround (en) de projets et réduction des coûts de production. En décembre 1969, Krim fait l'inventaire des films placés en production fin 1968-69 et estime que 35 films, coûtant 80 millions de dollars, devraient en perdre 50. La raison à cela est que « la politique de sélection des produits a complètement changé en mettant l'accent sur le risque de pertes au lieu de l'espoir de profits ». Après avoir été autorisé par Beckett à reprendre les rênes de UA, Krim sabre où il peut (Les Canons de Cordoba, notamment, est distribué en double programme avec Underground) mais ne peut annuler des films sans potentiel commercial tels que Leo the Last, Ned Kelly, Le Propriétaire ou Cold Turkey. Krim convainc les auditeurs comptables de UA et la SEC de la nécessité de passer plusieurs millions par pertes et profits, à l'instar des autres studios hollywoodiens, qui auraient perdu 200 millions de dollars en 1969. La récession touche de plein fouet les conglomérats, dont les pratiques de fusion-acquisition font par ailleurs l'objet d'une commission d'enquête du Sénat des États-Unis. Les pertes de UA de 1970, les seules du régime Krim-Benjamin (1951-1978), contribuent à 80 % de celles de TA (le reste provenant de Liberty/United Artists Records et de Transamerica Computer). Aussi, Beckett réorganise TA en quatre groupes opérationnels avec un vice-président à la tête de chacun. Pour le président de TA, « maintenant que les temps sont durs, il y a plus que jamais grand besoin d'organisation au sein de la structure de la compagnie… La coopération est obligatoire… Aucune filiale n'est une île en elle-même, en particulier ces compagnies en détresse », un discours en opposition avec celui de trois ans plus tôt selon lequel « Transamerica croit en une forte centralisation des fonctions des équipes dirigeantes et, de manière équivalente, à une décentralisation des opérations au jour le jour ». C'est ainsi que Krim et Benjamin, parmi les principaux actionnaires de TA, se retrouvent chapeautés par James R. Harvey, 38 ans, vice-président chargé des activités de loisirs. Par ailleurs, si TA ne s'est jamais mêlé des choix de UA concernant ses projets, elle recommande néanmoins de les passer au filtre d'un statisticien soi-disant apte à déceler les recettes d'un succès, mais aussi d'un sociologue, d'un psychologue et d'un anthropologue…

### UA, la censure et les relations avec TA
À plusieurs reprises dans son histoire, UA a dû affronter la censure ou les campagnes de groupes de pression contre ses réalisateurs et/ou ses films. Il en est ainsi de Charlie Chaplin, accusé d'être membre du parti communiste américain, et dont Les Feux de la rampe est boycotté en 1952 par l'American Legion et par les salles de cinéma RKO d'Howard Hughes. Ironiquement, UA avait ressorti en 1946 Le Banni du même Hughes, malgré un « C » (désapprouvé pour tous) de la ligue pour la vertu. Cette dernière s'en prend également à deux films d'Otto Preminger, La Lune était bleue et L'Homme au bras d'or, qu'UA distribue malgré, respectivement, un « C » et un « B » (désapprouvé pour les jeunes, avec un avertissement même pour les adultes) et quitte à démissionner de la Motion Picture Association of America (MPAA). Le code Hays est remplacé en 1968 par un nouveau classement. Stephen Farber, qui a travaillé à la commission de censure de la MPAA, estime que ses membres ont, dès le début, menacé de classer « X » un film qui ne correspondait pas à leurs sensibilités personnelles. Enfin, selon Farber, la MPAA aurait utilisé son système de classement pour « punir » certains réalisateurs comme Stanley Kubrick (pour Orange mécanique) ou John Schlesinger (pour Macadam Cowboy) et, au contraire, en récompenser d'autres. En fait, Macadam Cowboy reçoit initialement un « R » (les mineurs de moins de 17 ans doivent être accompagnés d'un adulte) de la MPAA et c'est UA qui décide de le distribuer avec un « X ». Étant donné qu'UA se refuse à capitaliser sur les soi-disant éléments « sordides » du film, le plan marketing est risqué. UA organise une projection de presse ciblée et ne programme le film que dans une seule salle, le Coronet, dans l'East Side. Le but étant, selon Gabe Sumner, vice-président responsable du marketing et de la publicité, « de dépasser les réactions épidermiques que, quoi qu'on fasse, certaines personnes ont avec le classement « X ». La plus récente publicité, et de fait celle dont on se souvient le plus, concernant le film ne fait allusion, ni à sa qualité, ni aux éloges qu'il a reçu mais vient de tous ces articles dans les journaux qui sont autant de justificatifs pour ces personnes pour « punir » le film « X » ». Selon Tino Balio, l'autre but est de convaincre le public que Macadam Cowboy n'est pas juste un autre film pour jeunes -comme Le Lauréat ou Easy Rider- mais une œuvre sérieuse. D'ailleurs, pour faire adhérer le maximum de gens au film, tous les encarts publicitaires contiennent l'accroche « Tout ce que vous avez entendu sur Macadam Cowboy est vrai ». Après une avant-première le 6 mai 1969, le film est projeté dans un seul cinéma par ville (10 au total), en juillet 1969, le temps que le bouche à oreille se fasse. Au moment de sa distribution nationale, Macadam Cowboy a déjà reçu sept nominations aux Oscars. Il en gagne finalement trois (meilleur film, meilleur réalisateur et meilleur scénario original) et rapporte 18 millions de dollars aux États-Unis et 8 à l'international sur une mise de 3,2. La MPAA revoit son classement en 1970 et étend le « R » en créant le « NC-17 » (interdit aux moins de 17 ans) afin de réserver le « X » aux films pornographiques. Entretemps, et à la différence de Macadam Cowboy, trois films sont remontés par leurs distributeurs pour éviter le « X » : Bob et Carole et Ted et Alice (Columbia), Dernier Été (Allied Artists) et If.... (Paramount).
Lorsqu'en novembre 1971 UA accepte de produire pour 1,25 million de dollars Le Dernier Tango à Paris, refusé par la MGM, elle pense tenir tous les ingrédients d'un film d'auteur à potentiel commercial. Le jour du Labor Day 1972, Le Parrain a déjà rapporté 75 millions de dollars à la Paramount et a rétabli Marlon Brando (acteur dans Le Dernier Tango à Paris) sur son piédestal de star. Le film est projeté en clôture du New York Film Festival le 14 octobre 1972 et UA décide de l'affubler d'un « X » sans le montrer à la MPAA. Cette coproduction franco-italienne sort sans encombre en France le 15 décembre 1972 mais l'Italie l'interdit jusqu'en 1987 tandis que la Cour de cassation italienne ordonne la destruction de toutes ses copies et que Bernardo Bertolucci est condamné à quatre mois de prison. Présenté à des critiques américains triés sur le volet (au point qu'UA se verra accusée d'en bannir certains), Le Dernier Tango à Paris commence sa carrière le 1er février 1973 dans une seule salle de New York, le Trans-Lux East, avec pré-ventes (5 dollars la place, le prix d'entrée pour un film pornographique) et seulement deux séances par jour. Le film divise la critique : Time Magazine le descend tandis que Newsweek, parlant de succès de scandale, le défend. Durant l'« orgie médiatique » qui suit, selon les termes de l' Atlantic, John Beckett, président de la Transamerica, transmet à Krim les plaintes des courtiers en assurance-vie de TA. Krim fait projeter le film au conseil d'administration de TA, qui presse Beckett de laisser UA distribuer le film. Cependant, avec un vice-président de TA chapeautant UA, cette dernière perd sa visibilité. Pour Krim, « dans les communiqués, les brochures, les rapports annuels et autres, il est pris soin d'éviter de mentionner le nom du moindre cadre de UA -à la différence de ceux de TA, connus dans l'industrie pour être inexpérimentés dans ce domaine. Nous sommes constamment obligés de réaffirmer aux créateurs, qui sont la base de notre business, que nous sommes autonomes, que nous sommes responsables du choix des films, que nous n'allons pas insister seulement sur des « films familiaux » comme cela a été un jour suggéré, que nous n'abandonnons pas Le Dernier Tango à Paris, que nous sommes toujours la compagnie qui vit de par la variété et que nous prenons toujours les décisions ». Le Dernier Tango à Paris est distribué à partir de mars 1973 dans une autre salle, le Fine Arts de Los Angeles avant la sortie nationale, en juillet. Afin de se prémunir contre d'éventuelles réticences d'exploitants, UA loue directement des salles dans 33 villes. Par ailleurs, UA craint que le récent arrêt Miller v. California de la Cour suprême des États-Unis, qui donne pouvoir aux district attorneys et autres shérifs locaux de juger de l'obscénité d'une œuvre, ne soit utilisé contre le film. Elle s'adjoint les services de l'avocat Louis Nizer, qui a gagné le procès intenté contre Ce plaisir qu'on dit charnel devant la Cour suprême et gagnera tous les procès locaux contre Le Dernier Tango à Paris. Finalement, le film engrange 40 millions de dollars aux États-Unis et 60 à l'international.

### La renaissance
John Beckett ne se départira jamais de son idée selon laquelle la théorie des probabilités informatisée mise en place par TA est « l'un des meilleurs systèmes de management de l'industrie du cinéma », ce que Krim dénoncera comme une plaisanterie : « Les modèles informatisés n'ont jamais été utilisés… La Transamerica confond obtenir de l'information qu'ils puissent comprendre et un changement dans notre méthode habituelle de faire des affaires »,. Le mariage bat de l'aile et Krim propose même qu'UA devienne une holding de TA et non plus une filiale, proposition qui est refusée. Cependant, en octobre 1973, TA consent à revoir son organigramme : David V. Picker démissionne de son poste de président tandis que Krim et Benjamin reprennent peu ou prou leurs fonctions de 1951, soit, respectivement, président du conseil d'administration et président du comité des finances. Ils nomment Eric Pleskow comme président, lequel s'entoure de William Bernstein, vice-président responsable des affaires commerciales, et Mike Medavoy, vice-président responsable de la production sur la côte ouest.
Un coup d'accélérateur inattendu vient de la MGM. Depuis 1968, son propriétaire Kirk Kerkorian observe le fonctionnement de UA du conseil d'administration de TA (à laquelle il a vendu Trans International Airlines (en)). Kerkorian aurait affirmé selon Peter Bart que Krim était son « modèle » dans l'industrie du cinéma et aurait apparemment voulu faire de MGM une compagnie avec peu de frais fixes, comme UA. Aussi, en 1973, les deux hommes commencent à discuter sérieusement de la cession par MGM de ses salles de cinéma hors-États-Unis et de ses droits de distribution internationaux. Finalement, UA n'acquiert, pour 15 millions de dollars et pour 10 ans, que les droits pour les États-Unis, comprenant les droits cinématographiques et la location de films aux chaînes en syndication. À l'étranger, les films MGM seront distribués pour 17 millions de dollars et pour 10 ans par Cinema International Corporation, une coentreprise entre Universal et Paramount. En échange, MGM reçoit une commission assez faible de 22 % par film. En plus d'être à nouveau la tête du plus important catalogue de films d'Hollywood, UA fait une bonne acquisition : grâce à Il était une fois Hollywood, UA récupère la moitié de son investissement en 1975 puis la totalité en 1976, après les sorties de The Sunshine Boys, de L'Âge de cristal et de Network, une coproduction MGM/UA.
En 1974, la nouvelle équipe signe des multi-contrats avec Norman Jewison, Blake Edwards, Woody Allen et les producteurs Elliott Kastner, Robert Chartoff et Irwin Winkler. Libérés de leurs contrats avec les Mirisch, Jewison, et Edwards donnent respectivement dès 1975 Rollerball et Le Retour de la Panthère rose, une production britannique d'ITC Entertainment qui rapporte 31 millions de dollars. UA produira encore F.I.S.T. de Jewison et, d'Edwards, Quand la Panthère rose s'emmêle, La Malédiction de la Panthère rose, À la recherche de la Panthère rose, L'Héritier de la Panthère rose et Le Fils de la Panthère rose, ceci jusqu'en 1993. Toujours en 1975, UA récupère une autre production indépendante de Saul Zaentz et Michael Douglas, Vol au-dessus d'un nid de coucou, qui rapporte 108 millions de dollars sur une mise de 4,4 ainsi que quatre Oscars, dont celui du meilleur film. Zaentz donnera encore le film d'animation Le Seigneur des anneaux. Si Jewison et Edwards ont démontré leur potentiel commercial, il n'en est pas de même pour Chartoff et Winkler. Certes, leur On achève bien les chevaux a marché, mais pas leurs films pour UA (sauf Le Flingueur) : Leo the Last est un échec, tout comme Les Casseurs de gang. Les choses changent avec Rocky, écrit et joué par un acteur inconnu, qui rapporte 117 millions de dollars sur une mise de 1,2 ainsi que quatre Oscars, dont celui du meilleur film. Rocky engendrera cinq suites à succès jusqu'en 2006. En dehors de cette série, les films suivants de Chartoff et Winkler pour UA perdent de l'argent (New York, New York, Sanglantes confessions, La Main droite du diable, De-Lovely) ou en gagnent peu (5 millions de dollars pour Raging Bull). À l'exception de Bananas, qui met du temps à marcher, les comédies burlesques d'Allen pour UA (Tout ce que vous avez toujours voulu savoir sur le sexe sans jamais oser le demander, Woody et les Robots et Guerre et Amour) rencontrent une demande stable et gagnent en moyenne 5 millions de dollars aux États-Unis et autant à l'international. Annie Hall constitue selon son auteur « un changement de cap majeur », alliant un humour plus sophistiqué au drame et posant les bases de la comédie romantique moderne, qui fera florès à Hollywood. Annie Hall marche beaucoup mieux que les films précédents d'Allen, récolte trois Oscars, dont celui du meilleur film et est depuis classé parmi les 100 plus grands films américains selon l'American Film Institute. Après la parenthèse d' Intérieurs, Allen revient à la formule d' Annie Hall avec ses deux derniers films pour UA : Manhattan et Stardust Memories. Quant à Elliott Kastner, qui avait déjà donné à UA Flics et voyous, Le Corrupteur et plusieurs films de Robert Altman (Le Privé et Nous sommes tous des voleurs), il produit à partir de 1975 plusieurs westerns (Rancho Deluxe, Le Solitaire de Fort Humboldt, Missouri Breaks), deux films noirs (Adieu ma jolie, Le Grand Sommeil) et deux Sidney Lumet (Equus et À la recherche de Garbo). En 1977, le bilan de Krim, Benjamin, Pleskow et Medavoy est éloquent : en plus des Oscars, les films distribués par UA (dont quatre blockbusters : Rocky, Quand la panthère rose s'emmêle, Network et Carrie au bal du diable) dégagent 318 millions de dollars de bénéfices, battant le précédent record de MCA/Universal de 1975, l'année où elle sortait Les Dents de la mer,.

### Le départ du staff de UA
Le vendredi 13 janvier 1978, Arthur Krim, Robert Benjamin et Eric Pleskow annoncent leur intention de démissionner. Le lundi qui suit, William Bernstein et Mike Medavoy, soit le reste du staff de UA, annoncent également leur départ. Trois semaines plus tard, grâce à une ligne de crédit permanent de 100 millions de dollars de la First National Bank of Boston (en), le quintet fonde Orion Pictures, une société de production utilisant le réseau de distribution de Warner Bros.. L'explication du divorce de Krim, Benjamin et de la Transamerica se fait par presse interposée. Dans un article du numéro du 16 janvier 1978 de Fortune, Krim déclare : « Vous ne trouverez aucun cadre supérieur ici qui pense que la Transamerica a contribué en quoi que ce soit à United Artists ». Quant à John Beckett, sa réponse est : « Si les gens de United Artists n'aiment pas (notre façon de faire), ils peuvent démissionner et voler de leurs propres ailes ». Selon James Harvey, leur remplaçant, le départ de Krim et Benjamin est en partie motivé par l'argent : « Ils sont partis essentiellement pour fonder leur propre société. C'est aussi simple que ça : faire des films et faire de l'argent. Et ils pensaient qu'ils pouvaient faire plus d'argent ». Il faut dire que le cours de l'action de corporations comme MCA/Universal ou 20th Century Fox a bénéficié des succès des Dents de la mer ou de Star Wars et que ça pas été le cas pour un conglomérat comme TA, à cause d'une simple question arithmétique (UA ne contribue qu'à 15 % des bénéfices de TA) et parce que Wall Street est traditionnellement moins enthousiaste quand il s'agit de conglomérats. Ainsi le cours de TA, après avoir atteint 44 dollars en 1968 au moment de l'acquisition de UA, plafonne au moment de la rupture à 13-16 dollars. Mise à part la question de l'argent, TA n'a jamais vraiment compris la façon d'opérer de UA et a, après la récession de 1968-1972, essayer de fondre UA dans un moule inadéquat. Pour Herbert T. Schottenfeld, ancien vice-président de UA, « TA a décidé de contrôler UA en lui imposant des limitations financières, des rapports à transmettre et des projections qui n'avaient vraiment aucun sens dans ce métier. Et du moment que Beckett prenait cette position hostile, il envoyait la Transamerica et sa filiale dans le mur ».
La démission de Krim et Benjamin reçoit une couverture médiatique nationale et ils deviennent même les héros du jour alors que David Begelman est forcé de démissionner de son poste de président de la Columbia après une affaire d'escroquerie,. Une semaine après le fameux article de Fortune, une lettre ouverte à John Beckett paraît dans la presse corporative. Signée de 63 producteurs et réalisateurs (tels Francis Ford Coppola, Stanley Kubrick, Blake Edwards, William Friedkin, Norman Jewison, François Truffaut, Saul Zaentz, Fred Zinnemann ou Bob Fosse), elle pointe du doigt le fait que « le succès de United Artists... était basé sur les relations personnelles de ces cadres avec nous, les réalisateurs » et questionne sérieusement « la sagesse de la Transamerica Corporation en perdant le talent de ces gens ». Beckett, tout en annonçant qu'il n'y aurait aucun changement dans la philosophie de UA ou ses méthodes, qu'elle possède toujours « l'un des meilleurs systèmes de distribution dans le monde », nomme James Harvey président du conseil d'administration et Andy Albeck, président. Ce dernier s'entoure de deux coprésidents : David Field, responsable de la production sur la côte ouest, et Steven Bach, responsable de la production sur la côte est. Dans cette répartition des rôles, Field et Bach doivent être d'accord tous les deux avant le lancement de la production d'un film, un arrangement jamais vu dans l'industrie du cinéma. La promotion d'Albeck est, quant à elle, un geste purement « pyramidal ». Entré à UA en provenance d'Eagle-Lion Films en 1951, il fait partie du sérail et, bien que n'ayant aucune expérience dans la production, il permet à TA de rassurer la communauté artistique. De toutes les compagnies, UA n'est-elle pas « la plus familiale. C'est comme une tribu, pas une société, et Krim est la figure tutélaire ? ». Enfin, selon Bach, « son manque de style est compensé par sa connaissance des chiffres, les chiffres de la Transamerica : systèmes de contrôle des budgets, estimation des coûts, projection des profits, retours sur investissement, toutes les minuties… qui sont les systèmes de rapports standards que la Transamerica requiert désormais de toutes ses filiales ». Albeck hérite de 26 films de l'ère Krim-Benjamin : deux productions d'American Zoetrope (Apocalypse Now et L'Étalon noir), un Woody Allen, un James Bond, un Rocky et un film franco-italien à succès (Manhattan, Moonraker, Rocky 2 : La Revanche et La Cage aux folles) plus le film musical américano-allemand Hair, des productions Lorimar (Bienvenue, mister Chance, La Chasse) et les deux derniers films promis à Sean Connery en échange de son retour dans Les Diamants sont éternels (La Grande Attaque du train d'or et Cuba, qui est un échec).

### Le fiasco deLa Porte du paradis
La Porte du paradis a déjà été refusé par UA (et les autres studios) sous Krim et Benjamin mais est soumis à la nouvelle équipe. Alors que « le bouche à oreille sur Voyage au bout de l'enfer (de Michael Cimino) commence à gagner rapidement Hollywood », UA signe volontiers pour 7,5 millions de dollars avec Cimino en novembre 1978. D'ailleurs, Voyage au bout de l'enfer démarre bien à New York et Los Angeles et rapportera plus de 30 millions de dollars et cinq Oscars, dont celui du meilleur film. Le tournage de La Porte du paradis débute en avril 1979, peu avant la cérémonie des Oscars, sur la base d'un budget révisé à 11,5 millions. Deux semaines après l'entrée en production, le film accuse deux semaines de retard ; quatorze semaines plus tard, le budget est passé à 21 millions. Selon Steven Bach, qui est promu durant le tournage chef de la production internationale à UA, « la production indépendante basée sur le laisser-faire -c'est-à-dire sans authentiques producteurs- commençait à devenir une méthode de production commune. Même les studios qui exerçaient de forts contrôles sur la production étaient empoisonnés par les dépassements de budgets… et UA n'avait pas la structure ni les équipes nécessaires pour faire appliquer ses protections contractuelles, à moins de rompre fortement avec la routine, comme La Porte du paradis l'a montré ». Surtout, l'absence de véritable décideur sous l'ère Andy Albeck fait que la sélection des projets passe du département de la production à celui de la distribution. Au lieu que la production ait le mot de la fin, les idées de scripts, de traitements, de scénarios, de casting et du choix du réalisateur, bref tout ce qui constituait la phase « recherche et développement » sous Krim et Benjamin, « était soumis pour lecture et commentaires de façon routinière à l'équipe de distribution ».
Des films sans potentiel commercial comme Windows, L'Homme des cavernes, La Galaxie de la terreur ou La Créature du marais sont produits. Aucun du box-office de ces films, ni de ceux profitant des 200 millions de dollars mis en production en 1980, ne parviendra à éponger le coût final de La Porte du paradis, désormais de 44 millions. l'échec de La Plus grande histoire jamais contée se reproduit mais sans Un monde fou, fou, fou, fou, Tom Jones, Irma la Douce, Bons baisers de Russie, La Panthère rose pour compenser. Malgré des avant-premières désastreuses les 18 et 19 novembre 1980 à New York et Toronto et l'autorisation donnée le lendemain à Cimino de remonter son film, selon Pauline Kael, du New Yorker, « si la compagnie avait pensé que les critiques avaient tort, elle aurait mis des millions dans la publicité et elle aurait peut-être pu avoir un retour sur investissement. Beaucoup de films mauvais y arrivent si les compagnies y croient. Mais (UA) ne croyait pas en (La Porte du paradis) et c'est pourquoi elle a écouté la presse ». D'ailleurs, la Transamerica enfonce le clou en déclarant aussitôt à Variety que « le film est un flop...qui n'a aucune chance de dégager du bénéfice » et qu'elle l'a déjà passé par pertes et profits. Tué par le bouche-à-oreille, La Porte du paradis ne rapporte que 3 484 331 dollars, est nommé aux Razzie Awards et devient l'un des plus gros échecs du box-office américain.

## Les années 1980: l'ère Kerkorian

### Le raid sur UA
Dès 1978, Kirk Kerkorian cherche un studio à acheter. Il acquiert secrètement 24 % de la Columbia et tente de la fusionner avec sa MGM, avant d'abandonner en février 1981. Il convoite sans plus de succès la 20th Century Fox. Membre du conseil d'administration de TA, il lorgne ensuite naturellement sur UA, qui distribue avec succès les films MGM depuis 1973. Car MGM, dont le président David Begelman a lancé en 1980 la production de 24 films (sur 51 prévus), veut désormais contrôler sa propre distribution. Au lieu de débourser 55 millions de dollars pour racheter le contrat de distribution à UA, Kerkorian prend conseil, y compris auprès d'Arthur Krim, et étudie le rachat en entier de UA, pour un coût estimé à 300-400 millions de dollars. Fin mai 1981, le rachat est finalisé pour 380 millions de dollars et la nouvelle entité prend le nom de MGM/UA Communications. Si la vente est une bonne affaire pour TA (en 1967, elle avait acquis UA pour 185 millions), les auteurs diffèrent sur le fait de savoir si c'est une si bonne affaire pour Kerkorian. Certes, combinés, les catalogues de UA et de MGM, comprennent 4 100 films, ce qui fait dire à Frank Rosenfelt, président du conseil d'administration de MGM/UA, que « nous ne sommes plus dans l'industrie du cinéma ; nous sommes entrés dans le business du software de divertissement ». Sauf que, à la suite d'un précédent accord de 1978 avec Warner Home Video, MGM/UA se voit privée jusqu'en 1992 de la distribution du catalogue UA sur cassette vidéo ou laserdisc (elle doit fournir au moins dix films par an à WHV sous peine d'une pénalité de 200 000 dollars par film non distribué). Rosenfelt se trompe tout autant en affirmant : « Nous avons récupéré notre (branche de) distribution ». En effet, l'accord de 1973 avec Cinema International Corporation (CIC) sur les droits de distribution internationaux tient jusqu'en 1983. Plutôt que d'accepter de voir MGM être privée durant seulement deux ans de ses commissions de distributeur, Kerkorian se laisse convaincre de faire distribuer les films MGM/UA par CIC, qui est renommée pour l'occasion en United International Pictures. Comme le dit à l'époque un cadre supérieur de MGM, cité par Peter Bart, « ainsi, MGM se retrouve obligée de dépenser des millions de dollars pour démanteler une superbe branche de distribution internationale (celle de UA) et en mettre sur pied encore une autre, ce dont elle n'avait vraiment pas besoin »}.

### L'échec de David Begelman
Au lieu d’une structure unifiée destinée à réduire les frais fixes, Kerkorian opte pour deux sociétés séparées (MGM et UA) possédant chacune son président, son trésorier, son département marketing, son unité de production, etc. Joseph A. Fisher est nommé président de UA. En 1981-82, 11 films MGM sortent (dont Riches et célèbres, Deux filles au tapis, C'est ma vie, après tout !, Victor la gaffe, Tout l'or du ciel, Rue de la sardine (Cannery Row), Yes, Giorgio et Inchon) et sont tous des échecs cuisants (seul Poltergeist, produit par Steven Spielberg, récolte 48 millions de dollars). Ironiquement, deux films qu'UA avait mis en production avant la prise de contrôle (Rien que pour vos yeux, le dernier à porter le logo en « T » de la Transamerica, et Rocky 3, l'œil du tigre) sont de gros succès. À lui seul, Tout l'or du ciel coûte 22 millions de dollars et en rapporte peut-être 3. Ainsi, selon Steven Bach, « il est probable que les pertes cumulées de la MGM égalent ou surpassent celles subies par UA avec La Porte du paradis ». En avril 1982, Frank Rothman est nommé président de MGM/UA, un poste qui, selon Kerkorian, n’existait pas et chapeaute de fait Begelman, qui est poussé vers la sortie. Pendant ce temps, aucun nouveau film n'est mis en production chez MGM/UA tandis que le pipeline de films produits à UA sous la Transamerica se tarit et que ses derniers films (La Maîtresse du lieutenant français, Sanglantes confessions ou Cutter's Way) ne possèdent guère de potentiel commercial… Kerkorian, qui a toujours voulu s'entourer d'un management efficace apte à produire des blockbusters, se retrouve avec des dettes et des équipes redondantes (Paula Weinstein chez UA et Freddie Fields chez MGM). L'homme d'affaires réagit.

### Frank Yablans à la recherche de projets
Cela fait plus de sept ans que Frank Yablans a quitté la Paramount, où il a donné une série de succès (Le Parrain, Chinatown, Serpico, Un justicier dans la ville, etc). Son étoile a depuis pâli à cause de flops comme Maman très chère et Monsignor mais toujours est-il qu'il est choisi par « Le Boss » Kerkorian. Yablans hérite de différents contrats signés de manière discrétionnaire par Begelman avec les producteurs Leonard Goldberg, Fred Silverman, David Gerber, Walter Mirisch, les « second couteaux » George Hamilton, Lindsay Wagner, Farrah Fawcett et d'un projet de western avec Jack Nicholson, Road Show. Aucun de ces producteurs/acteurs ne fournira le moindre matériau. La nouvelle équipe puise elle-même dans les budgets discrétionnaires pour des projets de copinage: Yablans engage sa compagne pour développer un remake de Indiscrétions, Freddie Fields accorde les mêmes faveurs à son ex-épouse Polly Bergen comme à son actuelle, Corrine, et Kerkorian charge son amie de longue date Yvette Mimieux de développer une comédie musicale… Aucun de ces projets ne verra le jour, pas plus que le remake du Dernier Rivage, le film de science-fiction Millenium, la comédie d'humour noir Turn Left or Die ou l'histoire d'amour sur fond de projet Manhattan Double Sunrise. Enfant-star d'Hollywood et doté d'une culture encyclopédique du cinéma, l'acteur Roddy McDowall développe plusieurs remakes, dont The Earl of Chicago pour Eddie Murphy, qui seront tous refusés, sauf Un couple à la mer. Yablans engage enfin son ami de la Paramount, le producteur-scénariste Robert Towne, dont l'entregent est utilisé, sans succès, pour attirer des stars chez MGM/UA. Yablans commence à discuter avec Steven Spielberg (pour Always, remake d'un film MGM de 1943, une coproduction UA/Universal, qui ne se fera qu'en 1989) et des réalisateurs qui, finalement, développeront leurs projets ailleurs (chez EMI Films pour La Route des Indes de David Lean, chez Embassy Pictures pour La Forêt d'émeraude de John Boorman, chez Vestron Pictures (en) pour Dirty Dancing d'Emile Ardolino). Par contre, Yablans lance quatre films imprégnés de l'idéologie reaganienne alors dans l'air du temps, (le général Alexander Haig, ancien secrétaire d'État des États-Unis, est entré au conseil d'administration de MGM/UA) : Rocky 4, qu'il veut superviser lui-même, offrant 2 millions de dollars à Robert Chartoff et Irwin Winkler pour abandonner leur rôle de producteurs, L'Aube rouge (avec Haig comme consultant), WarGames et le James Bond Octopussy, qu'il veut également mieux contrôler. En définitive, Yablans n'arrive pas à dupliquer chez MGM/UA ses succès de la Paramount. Certes, Octopussy n'est pas touché par la concurrence de Jamais plus jamais, Ras les profs ! est unsleeper qui rapporte 15 millions de dollars, WarGames et Yentl (qui reçoit le Golden Globe du meilleur réalisateur) mettent un peu de temps à décoller mais gagnent de l'argent. Par contre, le blockbuster espéré, L'Aube rouge, démarre très bien mais, à cause de mauvaises critiques, ne rapporte que 18 millions de dollars le jour du Labor Day 1984 pour un coût de 19. À Noël 1984, il s'avère que Le Pape de Greenwich Village, Vol d'enfer, French Lover, À la recherche de Garbo et Martin's Day sont des échecs au box-office. Les films MGM ne rapportent pas mieux (l'attendu Mrs. Soffel est un flop et les sorties de Movers and Shakers et de Vous avez dit dingues ? sont reportées). Malgré plusieurs films passés par pertes et profit, MGM/UA termine son exercice avec 82,2 millions de pertes. Il est annoncé publiquement que l'ère Yablans a coûté 250 millions à la compagnie et ce dernier est chapeauté en janvier 1985 par Alan Ladd Jr., nouveau président-directeur général de MGM/UA. Yablans démissionne six semaines plus tard.

### L'entrée en scène de Ted Turner
« Laddie » n'est pas qu'un « fils à Papa ». Comme président de la Fox ou comme producteur indépendant, il a renouvelé le film de science-fiction avec Star Wars, Alien et Blade Runner, relancé le film noir avec La Fièvre au corps et raconté un pan du rêve américain avec L'Étoffe des héros. Ladd est confirmé président-directeur général le 15 mars 1985 et nomme Richard Berger président de UA. Aussitôt, il remet des millions de dollars de projets de l'ère Yablans dans le turnaround (en), dont il n'hérite que de deux suites prometteuses en préproduction, Rocky 4 et Poltergeist 2. Mais, aussitôt, des rumeurs commencent à circuler à Wall Street que MGM/UA ou l'une des deux entités est à vendre.
Moins d'une semaine après sa tentative manquée de rachat de CBS, Ted Turner convoite le catalogue de films de MGM/UA pour les chaînes à péage de son groupe Turner Broadcasting System (TBS), alors en plein développement (282 millions de dollars de chiffre d'affaires en 1984). Drexel Burnham Lambert, la banque d'investissement de Turner le met en garde contre les junk bonds qui doivent financer l'acquisition de MGM/UA, surtout à la vue de la fragilité du studio, MGM venant de distribuer un flop après l'autre (Marie, 9 semaines 1/2, Dream Lover et La Fièvre du jeu, nommé aux Razzie Awards). Kerkorian étant prêt à vendre, l'affaire est conclue rapidement. TBS rachète MGM/UA pour 1,5 milliard de dollars et assure une partie de sa dette puis revend UA et la marque commerciale « Leo the Lion » à Kerkorian pour, respectivement, 480 et 300 millions. Si l'opération est apparemment « blanche » pour Kerkorian (il avait acquis UA pour la même somme en 1981), la « nouvelle » UA, renommée United Artists Pictures, Inc., dont l'effectif est réduit d'un tiers, « n'est ni la compagnie originelle, ni un successeur au sens technique ou légal. C'est une nouvelle compagnie séparée qui possède certains actifs qui appartenaient à l'ancienne United Artists ». Surtout, à l'issue des 74 jours durant lesquels Turner possède UA, la compagnie est délestée des catalogues pré-1950 de la RKO et de Warner Bros., acquis en 1957 et 1959.

### La valse des cadres s'accélère
En novembre 1985, Jerry Weintraub, qui avait produit La Chasse pour UA, investit 30 millions de dollars dans la compagnie et en est nommé président. Il signe un multi-contrat avec Sylvester Stallone, décide de sortir son film en cours, Rocky 4, durant les fêtes de fin d'année, rompant avec une pratique habituelle et s'entoure de Billy Wilder comme conseiller. Son seul fait d'armes est de sortir Youngblood, un succès d'un coût de 6 millions de dollars hérité de l'ère Yablans, et qui révèle Rob Lowe et Patrick Swayze. Le 14 avril 1986, il est éjecté de UA après seulement cinq mois de mandature. Quinze jours plus tard, il est remplacé par Lee Rich. Connu pour avoir produit des feuilletons télévisés à succès comme Dallas, Rich et sa société Lorimar Productions ont également donné à UA Bienvenue, mister Chance et La Chasse. Nommé président de MGM/UA, il désigne Tony Thomopoulos président de UA, tandis qu'Alan Ladd Jr. hérite de MGM. Rich et Thomopoulos donnent le feu vert aux Feux de la nuit, un projet développé par Weintraub dès 1984 à la Columbia pour Tom Cruise. Quatre ans plus tard, le film a changé quatre fois de réalisateur, trois fois de vedette, trois fois de lieu de tournage et son budget final est passé de 15 à 25 millions de dollars. À sa sortie, le film ne récolte que 16 millions. Real Men, après une projection-test catastrophique, n'a pas droit à une sortie nationale et n'amasse que 873 000 dollars pour un coût de 13 millions. Pour autant, La nouvelle équipe lance en production des projets avant que leurs scénarios ne soient finalisés. Selon un cadre, cité par Peter Bart, « nous essayons d'accomplir en quelques semaines ce qui devrait prendre des années. Nous sommes entraînés dans des opérations du type 'tournons maintenant, prions ensuite' ». De même, et bien que ces dernières ont un potentiel commercial (Patrick Swayze, Diane Keaton), elles sont budgetés assez haut : Road House à 20 millions de dollars et Baby Boom à 17. Cependant, les deux films marchent, tout comme le James Bond Permis de tuer et Jeu d'enfant, qui lance la série Chucky, laquelle échappe cependant à UA au profit d'Universal. Enfin, UA hérite de Rain Man, un projet refusé par Warner Bros., qu'elle développe, selon Bart, sans grand enthousiasme. Succès critique (cinq Oscars, dont celui du meilleur film, Ours d'or du meilleur film, etc.), Rain Man est également une réussite commerciale, devenant avec 172 millions de dollars de recettes, le plus gros blockbuster de 1988.

## Les années 1990: de Charybde en Scylla

### Braquage à l'italienne
Le succès de Rain Man entraîne la publication en janvier 1989 d'un mémorandum confidentiel de 93 pages déclarant que « les branches de UA montrent une croissance formidable ». Paramount serait éventuellement intéressée par un rachat de MGM/UA, grâce à une coentreprise entre Universal, tout comme Warner Communications et Rupert Murdoch, propriétaire de la Fox. Finalement, en mars 1989, Kerkorian entre en discussions avec le conglomérat australien Qintex. À l'issue d'un contrat aussi complexe que celui avec Turner, Qintex offrirait 1,1 milliard de dollars pour les branches de production, de marketing et de distribution de MGM/UA, MGM/UA Home Video et le catalogue UA. En échange, Kerkorian rachèterait pour 250 millions de dollars MGM/UA Television, la marque commerciale « Leo the Lion », le siège social en construction à Beverly Hills, le catalogue MGM et investirait 75 millions dans la « nouvelle » UA. Entretemps, la société de notation financière Standard & Poor's inscrit Qintex sur sa liste de suivi, tandis que les junk bonds de MGM/UA sont classés comme spéculatifs. À la mi-novembre 1989, les 50 millions de dollars d'avance promis par Qintex ne sont toujours pas versés et sa filiale américaine Qintex Entertainment se place sous le chapitre 11 du Code du commerce sur les faillites. Alors que MGM/UA annonce à Wall Street des pertes de 75 millions de dollars sur son exercice 1988, Kerkorian annonce la production de nouveaux films, dont un Barbra Streisand et un Michael Cimino. En dépit du fait que Standard & Poor's inscrit à son tour MGM/UA sur sa liste de suivi, son prix de vente grimpe : Murdoch offre 1,4 milliard. Mais c'est l'homme d'affaires italien Giancarlo Parretti qui, en mars 1990, rafle la mise pour 1,3 milliard grâce à un prêt de 650 millions de dollars de Time Warner (en échange des droits de distribution des futurs films du studio sur cassette vidéo ou DVD). L'année précédente, Parretti, associé à l'homme d'affaires français à la réputation controversée Max Théret, avait racheté Cannon Group aux cousins Menahem Golan et Yoram Globus pour 200 millions de dollars puis Pathé pour 160 millions. Il regroupait les deux sociétés sous une holding du nom de Pathé Communications Corporation (PCC). Bien que condamné en Italie à 46 mois de prison pour banqueroute frauduleuse, Parretti obtient un prêt de plus d'un million de dollars d'une filiale néerlandaise du Crédit lyonnais, Crédit Lyonnais Bank Nederland. Time Warner retire son offre de prêt de 650 millions de dollars et attaque Parretti au motif qu'il essayerait de vendre les droits des films à la fois à MGM/UA Home Video et Warner Home Video. En octobre 1990, c'est au tour de Danjaq, la holding contrôlant EON Productions, d'intenter un procès à MGM/UA, Pathé Communications et Tracinda, la holding de Kerkorian afin d'empêcher Parretti de vendre les droits des James Bond à des chaînes de télévision. Selon Danjaq, c'est l'argent issu de ces droits qui permettrait à Parretti de financer l'acquisition de MGM/UA. EON Productions ne délivrera ainsi ni le Bond de 1991, ni celui de 1993. Durant cette période, UA est dormante et ne sort qu'un seul film, Rocky 5.

### La production relancée
Parretti ne pouvant rembourser le Crédit lyonnais, ce dernier se retrouve propriétaire de MGM/UA, qui lui a déjà coûté 2 milliards de dollars. En mai 1992, après avoir obtenu de la justice américaine le renvoi de Parretti, le Crédit lyonnais décide de relancer l'activité de MGM/UA en y injectant 400 millions de plus. Frank Mancuso Sr. est installé aux commandes en juillet en remplacement d'Alan Ladd Jr.. John Calley est nommé président de UA. Le premier film distribué par UA après le hiatus de cinq ans est Sleep with Me.
En octobre 1996, la banque d'affaires Lazard Frères négocie pour 1,3 milliard de dollars la revente de MGM/UA à… Kirk Kerkorian. L'homme d'affaires est, cette fois-ci, associé à Frank Mancuso Sr. et la chaîne australienne Seven Network. UA limoge John Calley, en mauvais termes avec Mancuso, et lui intentera plus tard un procès l'accusant de vouloir produire pour son nouvel employeur la Columbia un remake d'Opération Tonnerre. Calley est remplacé à la tête de UA par Lindsay Doran, ancienne associée de Sydney Pollack. Elle développe les Bond Demain ne meurt jamais et Le monde ne suffit pas, qui, après le renouvellement de GoldenEye, atteignent de nouveaux sommets au box-office, tout comme un autre film avec Pierce Brosnan, Thomas Crown, remake d'un film de Norman Jewison, qui rapporte 20 millions de dollars. Les deux films historiques Rob Roy et L'Homme au masque de fer marchent également. Par contre, le très coûteux Ronin déçoit, tout comme Showgirls, un flop qui reçoit plusieurs Razzie Awards. De même, aucun des films relevant de la science-fiction produits sous son régime (l'anarcho-punk Tank Girl, le steampunk Richard III, le splatterpunk Le Maître des illusions et les plus classiques Carrie 2 et Supernova) ne marchent.

## Les années 2000

### Filiale art et essai de MGM
En 1997, MGM absorbe le producteur de films d'art et essai The Samuel Goldwyn Company (SMC), qu'elle démantèle en 2000. À partir de cette date, UA remplace la SMC comme label de distribution de films indépendants de MGM et sort des films tels que No Man's Land, Oscar du meilleur film étranger, Bowling for Columbine, Oscar du meilleur film documentaire, Nicholas Nickleby et Hotel Rwanda. À l'exception de la série Jeepers Creepers, coproduite avec American Zoetrope (Jeepers Creepers et Jeepers Creepers 2), qui conserve le logo UA, le copyright des séries James Bond, La Panthère rose et Rocky passe dans les mains de la MGM, tout comme les remakes du catalogue UA, comme le Rollerball de 2002, qui par ailleurs perd 50 millions de dollars et fait partie des plus gros échecs du box-office américain.
Le 13 septembre 2004, Kirk Kerkorian se retire définitivement de l'industrie du cinéma en vendant MGM/UA aux enchères. Sony Pictures Entertainment et Comcast finalisent le rachat le 8 avril 2005 pour 1,7 milliard de dollars et assument une dette de 1,3. Harry E. Sloan est nommé président-directeur général de MGM/UA en octobre 2005.

### La prise de contrôle par Tom Cruise et Paula Wagner
Le 2 novembre 2006, Tom Cruise et Paula Wagner sont nommés co-CEO de UA par Sloan,.
En mars 2007, Elliott Kleinberg remplace Wagner. Cruise débauche Don Granger de Cruise/Wagner Productions, qui reprend le même poste à UA, soit président responsable de la production, tout comme Dennis Rice, en provenance de Walt Disney Studios Entertainment, qui est nommé chef du marketing et de la publicité. En août 2007, UA obtient un prêt de 500 millions de dollars de la banque d'investissement Merrill Lynch pour la production de 15 à 18 films d'ici 2012.
Wagner quitte son poste en août 2008 mais Cruise/Wagner Productions reste producteur pour UA. Lions et Agneaux, le premier film produit par la nouvelle United Artists, est un échec ne rapportant que 15 millions de dollars sur une mise de 35. La seconde entrée, Walkyrie, s'en sort mieux, rapportant 80 millions de dollars.
En 2009, UA annonce pour les deux ans à venir Fame, Sur la route, Pinkville, Bright Lights, Big City, La Cabane dans les bois et une quinzaine de films en préproduction : The Champions, Coal River, Conjure Wife, Cure, Ranger's Apprentice, Rules of Dating for Teenage Girls, The Monster of Florence, Paperboy, The Tourist, Something Borrowed et Timecrimes.
Finalement, seuls Fame et La Machine à démonter le temps seront distribués durant la saison 2009-2010. Les droits des autres films sont transférés à Studio Canal (The Tourist), MK2 (Sur la route), Warner Bros. (Something Borrowed) ou Lions Gate Film (The Paperboy, La Cabane dans les bois).

### Ouvrage de référence
- (en) Tino Balio, United Artists : The Company Built by the Stars, Madison, University of Wisconsin Press, 1976 (réimpr. 2009), 446 p. (ISBN 978-0-299-23004-3) Ouvrage de référence.
- (en) Tino Balio, United Artists : The Company that Changed the Film Industry, Madison, University of Wisconsin Press, 1987, 446 p. (ISBN 0-299-11440-6) Ouvrage de référence.

### Lectures complémentaires
- (en) Steven Bach, Final Cut : Dreams and Disaster in the Making of Heaven's Gate, New York, William Morrow & Co, 1985, 432 p. (ISBN 0-688-04382-8).
- (en) Ronald Bergan, The United Artists Story, New York, Crown Publishers, 1988, 352 p. (ISBN 978-0-517-56100-3).
- (en) Peter Bart, Fade Out : Calamitous Final Days of MGM, New York, Anchor Books, octobre 1991, 292 p. (ISBN 0-385-41892-2).
- (en) David J. Londoner et Tino Balio (dir.), The American Film Industry, The Changing Economics of Entertainment, Madison, University of Wisconsin Press, 1985, 680 p. (ISBN 978-0-299-09874-2).
- (en) Ben Fritz, « Sony finalizing distribution and co-financing deal with MGM, including next two 'Bond' films », Los Angeles Times,‎ 8 février 2011 (lire en ligne).
- (en) Anne Thompson, « Jonathan Glickman Named MGM Production Chief », sur Indiewire, 2 février 2011 (consulté le 16 février 2011).